# 対馬市
対馬市（つしまし）は、長崎県の対馬に位置する市。行政面積は707.42km2で長崎県下の市町で最も広い自治体である。対馬振興局の所在地。
本項では、地方自治体としての対馬市について記述する。島としての対馬に関する事柄は、対馬を参照のこと。

## 地理

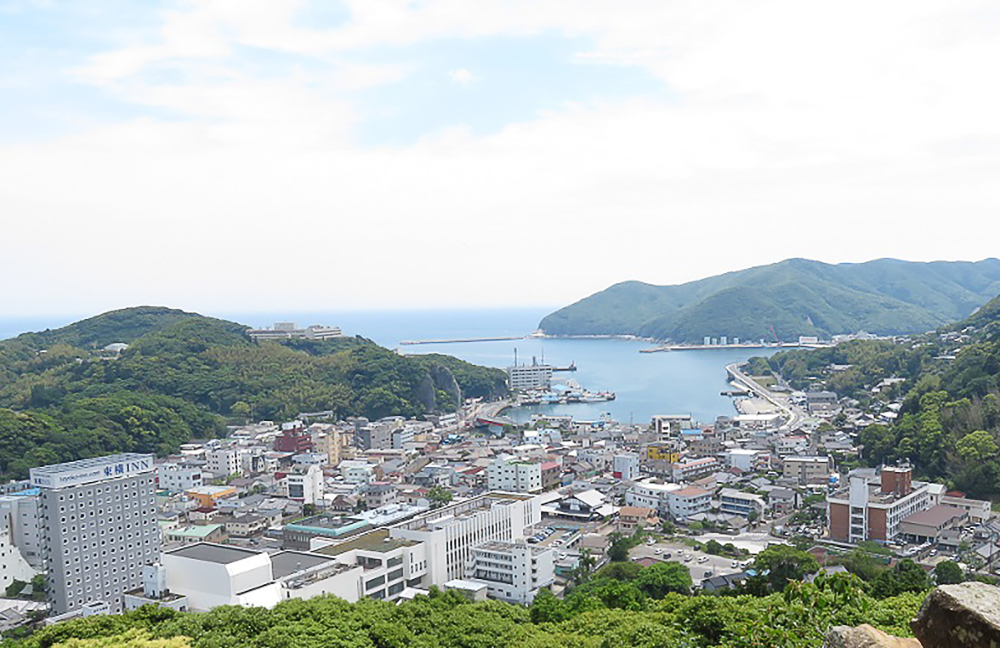
清水山から望む厳原市街
（2017年5月21日）

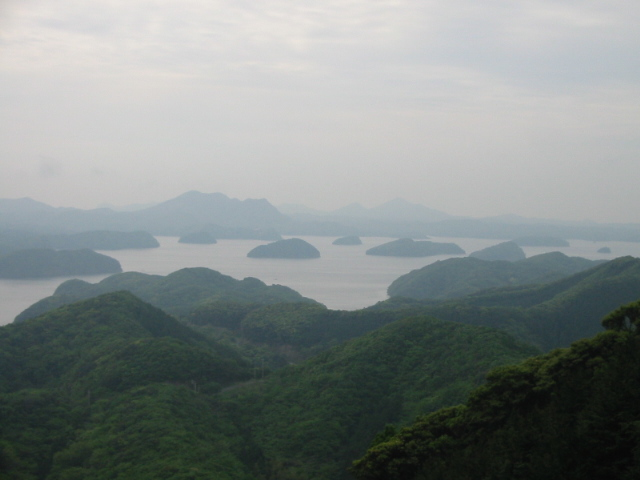
烏帽子岳展望所から望む浅茅湾
（2003年5月4日）

### 位置
- 東端：東経129度30分
- 西端：東経129度10分
- 北端：北緯34度42分
- 南端：北緯34度5分

### 地形
全体に山がちでほとんど平地は無い。最大の市街地は南東部の厳原地区である。また、九州地方で最も人口密度の低い市である。

#### 山岳
主な山
- 香ノ木山
- 白嶽
- 龍良山
- 御嶽
- 矢立山 - 最高峰の648.5m
- 有明山

#### 河川
主な川
- 阿連川
- 飼所川
- 雞知川
- 佐護川
- 佐須川
- 洲藻川
- 瀬川
- 仁田川
- 三根川

#### 湾岸
主な湾
- 浅茅湾 - 対馬島の中央に位置する湾。複雑なリアス式海岸を呈する浅茅湾は対馬の重要な観光スポットであり、真珠の養殖やシーカヤックフィールドとしても有名である。湾の東には、大船越瀬戸（おおふなこしせと）と万関瀬戸（まんぜきせと）の2つの運河があり、浅茅湾と対馬海峡を接続している。大船越瀬戸は、1670年頃に開かれた。万関瀬戸は、1900年に、旧日本海軍がロシアとの戦争に備えて軍艦を往来させるために掘削した。当初は幅25m、深さ3.0mであったが、1975年に幅40m、深さ4.5mへと拡張された。

#### 海峡
- 対馬海峡
- 朝鮮海峡

#### 島嶼
有人島は、対馬島・海栗島・泊島・赤島・沖ノ島・島山島
主な有人島
- 対馬島
- 泊島
- 赤島
- 沖ノ島
- 島山島
- 海栗島

その他の島
- 黒島
- 三ッ島、など約100の島々

### 地域
基本的に、合併前は〇〇郡△△町大字××と表記していたものを、対馬市△△町××という表記に変更した。また、「町」の読みは旧・厳原町のみ「まち」だったが、合併後は他の5町も「まち」に統一されている。
以下、町字の一覧を記す。また、行政区も記す(行政区と大字が一致する場合を除く。一部は日常的に住所表記にも用いられる)。

#### 厳原町
旧厳原町
- 北里（きたざと：合併前は「厳原北里」）
- 東里（ひがしざと：合併前は「厳原東里」）
- 西里（にしざと：合併前は「厳原西里」）

阿須（東里・北里）、久田道西里（西里）
旧厳原村を3分割して発足した大字。
上記2行政区のほかは単体では行政区を設置していない。
- 曲（まがり）
- 小浦（こうら）
- 南室（なむろ）
- 桟原（さじきばら）
- 宮谷（みやだに）
- 日吉（ひよし）
- 天道茂（てんどうしげ）
- 中村（なかむら）
- 田渕（たぶち）
- 今屋敷（いまやしき）
- 大手橋（おおてばし）
- 国分（こくぶ）
- 久田道（くたみち）

旧豆酘村
- 豆酘（つつ：豆酘村時代は大字なし）

豆酘、西竜良
- 浅藻（あざも：1958年、豆酘より分立）

旧久田村
- 久田（くた）

久田、白子、堀田
- 尾浦（おうら）
- 安神（あがみ）
- 久和（くわ）
- 与良内院（よらないいん）
- 豆酘内院（つつないいん）
- 内山（うちやま）

内山、桃の木
- 豆酘瀬（つつせ）
- 佐須瀬（さすせ）

旧佐須村
- 阿連（あれ）
- 小茂田（こもだ）

小茂田、小茂田浜
- 下原（しもばる）

下原、床谷
- 樫根（かしね）

樫根、日掛、上山
- 椎根（しいね）

椎根、椎根浜
- 上槻（こうつき）
- 久根田舎（くねいなか）
- 久根浜（くねはま）

#### 美津島町
旧雞知町
- 雞知[注釈 1]（けち）

焼松、上の町第1～2、特別養護老人、老人ホーム
中の町、日向、本町、住吉、日の出、宮の下
大浜、高浜、西高浜、瀬原第1～2、樽ケ浜
- 根緒（ねお）
- 洲藻（すも）
- 箕形（みかた）
- 吹崎（ふくざき）
- 加志（かし）
- 今里（いまざと）
- 尾崎（おさき）
- 昼ヶ浦（ひるがうら）
- 黒瀬（くろせ）
- 竹敷（たけしき）
- 島山（しまやま）

旧船越村
- 大船越（おおふなこし）

大船越本町、浦崎、中浜、平瀬原
- 久須保（くすぼ）

久須保、女護島
- 緒方（おかた）
- 犬吠（いぬぼえ）
- 大山（おやま）

大山、玉調
- 小船越（こふなこし）
- 芦浦（よしがうら）
- 濃部（のぶ）
- 賀谷（がや）
- 鴨居瀬（かもいせ）

赤島、鴨居瀬住吉、元鴨居瀬、新鴨居瀬、長手、細浦飛渡

#### 豊玉町
旧仁位村
- 仁位（にい）
- 佐志賀（さしか）
- 嵯峨（さが）

嵯峨、水崎
- 貝鮒（かいふな）

貝鮒、東加藤
- 糸瀬（いとせ）
- 和板（わいた）
- 横浦（よこうら）

横浦、塩浜、見世浦
- 鑓川（やりかわ）
- 千尋藻（ちろも）
- 曾（そ）

曾、位の端
旧奴加岳村
- 卯麦（うむぎ）
- 佐保（さほ）
- 貝口（かいぐち）
- 唐洲（からす）

唐洲、加志々
- 廻（まわり）
- 志多浦（したうら）
- 大綱（おおつな）
- 小綱（こつな）
- 銘（めい）
- 田（た）

#### 峰町
- 三根（みね）

三根上、三根下、三根浜
- 津柳（つやなぎ）
- 青海（おうみ）
- 木坂（きさか）
- 狩尾（かりお）

- 賀佐（かさ）
- 吉田（よしだ）
- 櫛（くし）
- 佐賀（さか）
- 志多賀（したか）

志多賀、志越

#### 上県町
旧佐須奈村
- 西津屋（にしつや）
- 佐須奈（さすな）

松ケ崎、浜町、土井奈、本元町、上町・下町、太鼓町・三軒屋、大地
- 佐護（さご：住所表記上は、北里、西里、東里、南里の区分を用いる）
  - 北里（恵古、井口、友谷）
  - 西里（湊）
  - 東里（深山）
  - 南里（仁田ノ内、中山）

旧仁田村
- 志多留（したる）

志多留、田の浜
- 伊奈（いな）
- 越高（こしたか）
- 御園（みそ）
- 犬ケ浦（いぬがうら）
- 樫滝（かしたき）

樫滝、越の坂
- 瀬田（せた）

瀬田1～2区
- 飼所（かいどころ）
- 鹿見（ししみ）
- 久原（くばら）
- 女連（うなつら）

#### 上対馬町
旧豊崎町
- 河内（かわち）
- 大浦（おおうら）
- 鰐浦（わにうら）
- 豊（とよ）
- 泉（いずみ）
- 西泊（にしどまり）
- 古里（ふるさと）
- 比田勝（ひたかつ）
- 網代（あじろ）
- 冨浦（とみがうら）
- 唐舟志（とうじゅうし）
- 浜久須（はまくす）

浜久須、津和
- 玖須（くす）
- 大増（おおます）

旧琴村
- 舟志（しゅうし：上対馬町発足時、「中原」を編入）
- 五根緒（ごねお：昭和54年に名方浦地区を編入）
- 琴（きん）

琴、茂木
- 芦見（あしみ）
- 一重（ひとえ）
- 小鹿（おしか）

### 人口
| |                                        |  |
| 対馬市と全国の年齢別人口分布（2005年） | 対馬市の年齢・男女別人口分布（2005年） |  |
| ■紫色 ― 対馬市 ■緑色 ― 日本全国 | ■青色 ― 男性 ■赤色 ― 女性              |  |
| 対馬市（に相当する地域）の人口の推移 \| 1970年（昭和45年） \| 58,672人 \| \| \| 1975年（昭和50年） \| 52,472人 \| \| \| 1980年（昭和55年） \| 50,810人 \| \| \| 1985年（昭和60年） \| 48,875人 \| \| \| 1990年（平成2年） \| 46,064人 \| \| \| 1995年（平成7年） \| 43,513人 \| \| \| 2000年（平成12年） \| 41,230人 \| \| \| 2005年（平成17年） \| 38,481人 \| \| \| 2010年（平成22年） \| 34,407人 \| \| \| 2015年（平成27年） \| 31,457人 \| \| \| 2020年（令和2年） \| 28,502人 \| \| |                                        |  |
| 総務省統計局 国勢調査より |                                        |  |
| 1970年（昭和45年） | 58,672人                               |  |
| 1975年（昭和50年） | 52,472人                               |  |
| 1980年（昭和55年） | 50,810人                               |  |
| 1985年（昭和60年） | 48,875人                               |  |
| 1990年（平成2年） | 46,064人                               |  |
| 1995年（平成7年） | 43,513人                               |  |
| 2000年（平成12年） | 41,230人                               |  |
| 2005年（平成17年） | 38,481人                               |  |
| 2010年（平成22年） | 34,407人                               |  |
| 2015年（平成27年） | 31,457人                               |  |
| 2020年（令和2年） | 28,502人                               |  |

### 隣接自治体
対馬市は一島一市の自治体であるため、陸地で隣接する自治体はない。しかし以下の自治体と海路・空路で結ばれている。
長崎県
- 壱岐市（長崎県）-フェリーと高速船
- 大村市（長崎県）-飛行機

福岡県
- 福岡市（福岡県）-飛行機、フェリー、高速船[3]

大韓民国
- 釜山広域市（大韓民国）-高速船

## 歴史

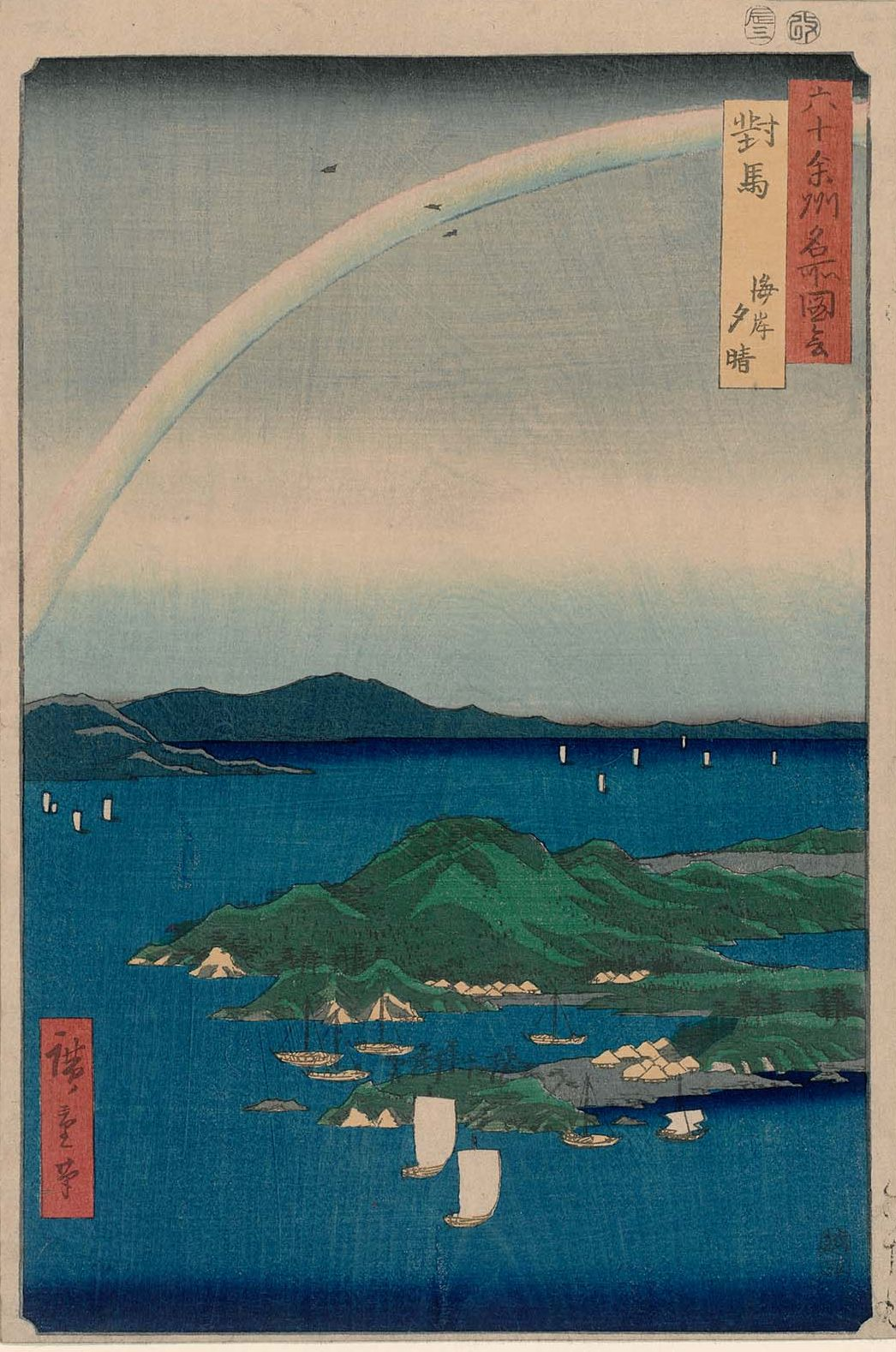
『六十余州名所図会 対馬国』海岸夕晴

### 近代
明治時代
- 1878年（明治11年）-熊本鎮台から対馬分遣隊が派遣される。
- 1884年（明治17年）4月1日 - 上下県郡役所が廃止され、「上下県郡総町村会」が結成される。
- 1886年（明治19年）
  - 8月 - 厳原支庁が「対馬島庁」に改称。
  - 12月 - 対馬警備隊が設置される。
- 1889年（明治22年）4月 - 全国的に市町村制が施行されたが、対馬は沖縄県や隠岐諸島・千島などとともに除外された。
- 1896年（明治29年）- 上下県郡総町村会が「上下県郡総町村連合会」に改称。
- 1908年（明治41年）4月1日 -島嶼町村制施行により、現在の市域にあたる以下の各町村が発足[4]。
  - 下県郡 - 厳原町・与良村・佐須村・雞知村・竹敷村・船越村・仁位村・奴加岳村
  - 上県郡 - 峰村・仁田村・佐須奈村・豊崎村・琴村
  - 対馬は特別町村として自治の制限が継続することとなる。上下県郡総町村連合会が「上下県郡町村組合」に改称。
- 1912年（明治45年）4月1日 - 以下の廃置分合が行われる[5][6]。同日、与良村廃止。
  - 厳原町の一部（大字久田）と与良村の一部（大字尾浦・安神・久和・与良内院・豆酘内院・豆酘瀬・佐須瀬・内山）が合併し、久田村が発足。
  - 与良村の残部（大字豆酘）をもって豆酘村が発足。

大正時代
- 1919年（大正8年）4月1日 - 対馬において普通町村制が施行される。
- 1926年（大正15年）7月1日 - 対馬島庁が「対馬支庁」となる。

### 近現代
昭和時代
- 1932年（昭和7年）4月1日 - 雞知村が竹敷村を編入する[7]。
- 1934年（昭和9年）12月31日 - 上下県郡総町村組合が「対馬総町村組合」に改称。
- 1940年（昭和15年）10月17日 - 雞知村が町制施行により、雞知町となる。
- 1948年（昭和23年）12月1日 - 豊崎村が町制施行により、豊崎町となる。
- 1955年（昭和30年）
  - 1月1日 - 豊崎町・琴村が合併（新設合併）し、上対馬町が発足する。
  - 3月1日 - 雞知町・船越村が合併（新設合併）し、美津島町が発足する。
  - 3月20日 - 仁位村・奴加岳村が合併（新設合併）し、豊玉村が発足する。
  - 4月15日 - 仁田村・佐須奈村が合併（新設合併）し、上県町が発足する。
- 1956年（昭和31年）9月30日 - 厳原町・久田村・豆酘村・佐須村が合併（新設合併）し、改めて厳原町が発足する。
- 1959年（昭和34年）8月 - 弓張トンネルの開通で陸路による南北の交通が可能となる。
- 1968年（昭和43年）5月12日 - 厳原・比田勝間に対馬縦貫道路が開通。
- 1975年（昭和50年）
  - 3月4日 -対馬空港が完成。
  - 4月1日 - 豊玉村が町制施行により、豊玉町となる。
  - 4月 - 対馬縦貫道路が国道382号の一部となる。
- 1976年（昭和51年）4月1日 - 峰村が町制施行により、峰町となる。

### 現代
平成時代
- 2004年（平成16年）
  - 3月1日  - 対馬島内の厳原町・美津島町・豊玉町・峰町・上県町・上対馬町が合併（新設合併）し市制施行、対馬市となる。これに伴い、上県郡及び下県郡が消滅。
    - 発足時の人口は約4万1000人。
    - 市役所は旧厳原町に置かれ、他の旧6町役場は市役所支所となった。
- 2006年（平成18年）10月7日 - 今屋敷地区第1種市街地再開発事業の中心施設である「対馬市交流センター」がオープン[8]。
- 2012年（平成24年）12月 - 対馬仏像盗難事件が起こる。
- 2017年11月 - 朝鮮通信使関連の記録が国際連合教育科学文化機関（UNESCO）の世界の記憶（世界記憶遺産）に登録される。
- 2025年（令和7年）5月 - 対馬仏像盗難事件で盗まれた仏像が対馬に戻る[9]。

## 行政

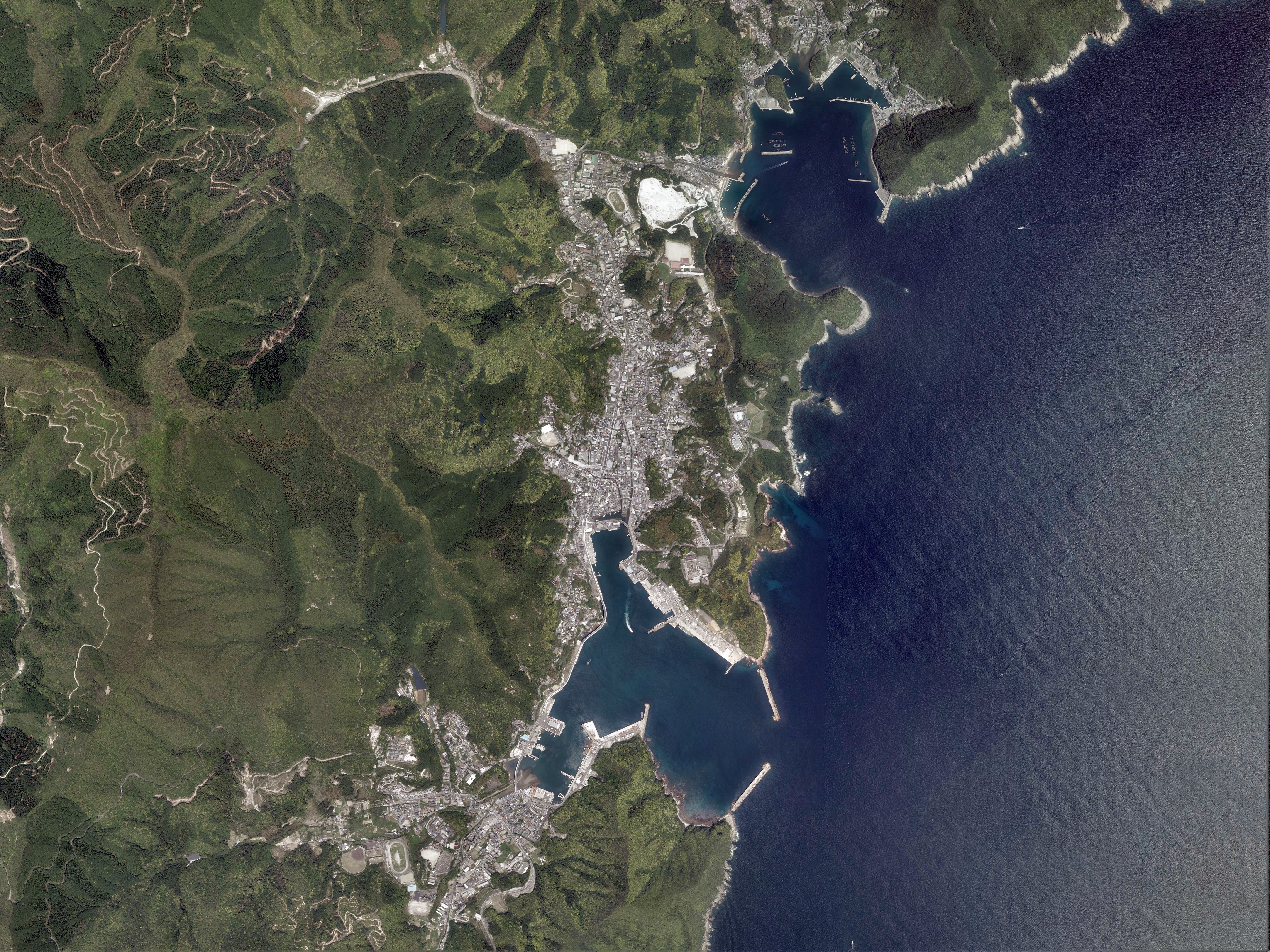
市役所が所在する旧厳原町中心部周辺の空中写真。
2016年4月30日撮影の6枚を合成作成。。

### 市長
- 比田勝尚喜（2024年3月28日就任、3期目[10]）

歴代市長
| 代 | 氏名       | 就任年月日    | 退任年月日    | 備考               |
| -- | ---------- | ------------- | ------------- | ------------------ |
| 1  | 松村良幸   | 2004年3月28日 | 2008年3月27日 | 旧美津島町町長     |
| 2  | 財部能成   | 2008年3月28日 | 2012年3月27日 | 旧厳原町役場職員   |
| 3  | 財部能成   | 2012年3月28日 | 2016年3月27日 |                    |
| 4  | 比田勝尚喜 | 2016年3月28日 | 2020年3月27日 | 旧上対馬町役場職員 |
| 5  | 比田勝尚喜 | 2020年3月28日 | 2024年3月27日 |                    |
| 6  | 比田勝尚喜 | 2024年3月28日 | 現職          |                    |

### 行政区域
- 対馬全域を行政区域とする。

### 役所
合併当初、市役所は旧厳原町・市議会は旧豊玉町・市教育委員会は旧上対馬町に置かれていた。これは合併協議会で市役所をどこに置くかで議論され、市役所を対馬の中心地である厳原に置く代わりに、中部の豊玉町と旧上県郡の中心地である上対馬にも機関を置くことで島内のバランスを保とうとしたためである。市役所と市議会の場所は現在も変わらないが、2014年（平成26年）の組織改編で教育委員会は旧峰町に変更となった（旧上対馬町には北地区教育事務所が置かれている）。
また、厳原町を除く旧5町役場はそれぞれ市役所の支所として多くの行政サービスを旧町単位で行っていたが、2008年（平成20年）8月に「支所」が「地域活性化センター」に改称、2014年（平成26年）4月に5つの地域活性化センターが統合され、豊玉が「中対馬振興部」、上対馬が「上対馬振興部」、美津島・峰・上県が「行政サービスセンター」になるなど大幅な組織改編が行われた。
- 市長 - 副市長
  - 本庁（厳原庁舎／対馬市厳原町国分1441番地）
    - しまづくり推進部 - 政策企画課、地域づくり課、デジタル推進課
    - 総務部 - 総務課（地域安全防災室含む）、人事課、財政課、財産管理運用課
    - 観光推進部 - 観光交流商工課、博物館学芸課、対馬博物館、対馬市福岡事務所
    - 市民生活部 - 市民課（豆酘窓口センター、佐須窓口センターを含む）、税務課
      - 美津島行政サービスセンター（美津島庁舎／美津島町雞知甲550番地2、北緯34度16分5.7秒 東経129度18分43.4秒）（保育所（雞知・大船越・西））

    - 未来環境部 - 環境政策課（クリーンセンター、斎場、し尿処理場、生ゴミ等堆肥化施設）、自然共生課、SDGs戦略課
    - 福祉部 - 福祉課、こども未来課（保育所（豊玉南・仁位））、保護課（豊玉庁舎内）
    - 保健部 - 健康増進課、医療対策課（診療所（いづはら、豊玉、仁田））、長寿介護課（豊玉庁舎内）
      - 南地区福祉保健センター（厳原庁舎内）

    - 農林水産部 - 農林しいたけ課、水産課、基盤整備課
    - 建設部 - 管理課、建設課、土地対策課
    - 中対馬振興部（豊玉庁舎／豊玉町仁位380番地、北緯34度23分45.3秒 東経129度19分4.4秒）
      - 地域振興課
      - 住民生活課
      - 峰行政サービスセンター（峰庁舎／峰町三根451番地、北緯34度28分8.3秒 東経129度18分56.0秒）-　保育所（佐賀・三根）、佐賀窓口センター

    - 上対馬振興部（上対馬庁舎／上対馬町比田勝575番地1、北緯34度39分15.0秒 東経129度27分30.3秒）
      - 地域振興課
      - 住民生活課
      - 上県行政サービスセンター（上県庁舎／上県町佐須奈甲567番地3、北緯34度38分14.7秒 東経129度23分49.3秒）- 仁田窓口センター（保育所（佐須奈・仁田・一重））
      - 北部土木管理事務所

    - 会計管理者 - 会計課（豊玉分室・上対馬分室を含む）
    - 水道局 - 水道課
      - 中部水道事務所（中対馬振興部住民生活課内）
      - 北部水道事務所（上県行政サービスセンター内）

    - 教育委員会 - 教育長 - 事務局
      - 総務課（峰庁舎内[11]）
      - 学校教育課（峰庁舎内[11]）- 小・中学校、給食調理場
      - 文化財課（美津島文化会館内）
      - 南地区教育事務所（厳原地区生涯学習センター・厳原地区公民館）、美津島地区生涯学習センター、美津島地区公民館、つしま図書館、幼稚園（厳原・鶏鳴）、小・中学校、給食調理場
      - 北地区教育事務所-上対馬地区生涯学習センター、上対馬地区公民館、比田勝こども園、小・中学校、給食調理場 、上県地区生涯学習センター、上県地区公民館
      - 生涯学習課（峰地区公民館内）- 豊玉地区学習センター・豊玉地区公民館

    - 選挙管理委員会 - 事務局
    - 農業委員会　- 事務局（峰行政サービスセンター内[12]）
    - 監査委員　- 事務局
    - 消防本部 - 総務課、予防課、警防課、通信課、消防署
      - 北部支署（上県町佐須奈）
      - 上対馬出張所（上対馬町比田勝）
      - 中部支署（豊玉町仁位）
      - 峰出張所（峰町佐賀）
      - 美津島出張所（美津島町雞知）
      - 豆酘分遣所（厳原町豆酘）
- 議会 - 議会事務局（豊玉庁舎内）

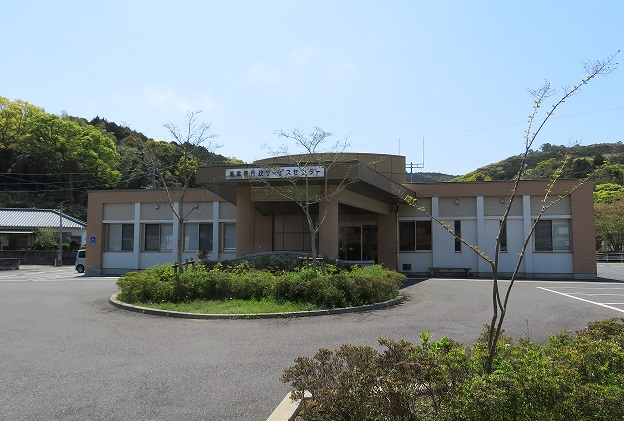
美津島 行政サービスセンター （美津島庁舎）
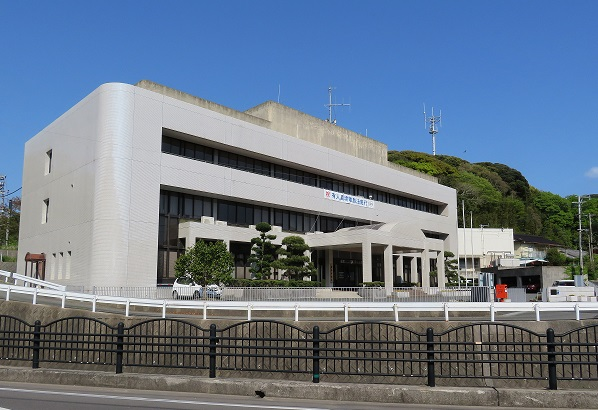
中対馬振興部、 対馬市議会 （豊玉庁舎）
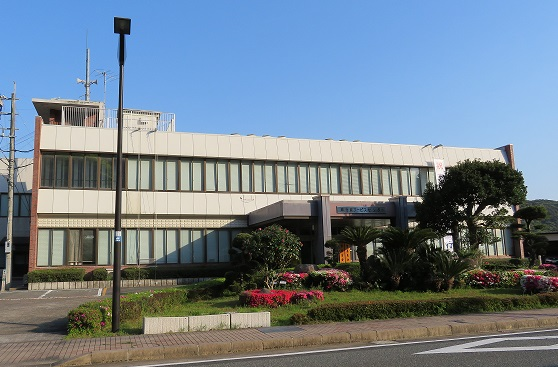
峰 行政サービスセンター （峰庁舎）
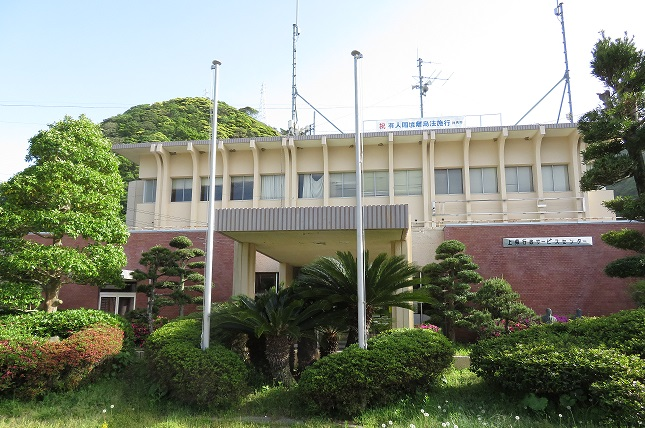
上県 行政サービスセンター （上県庁舎）
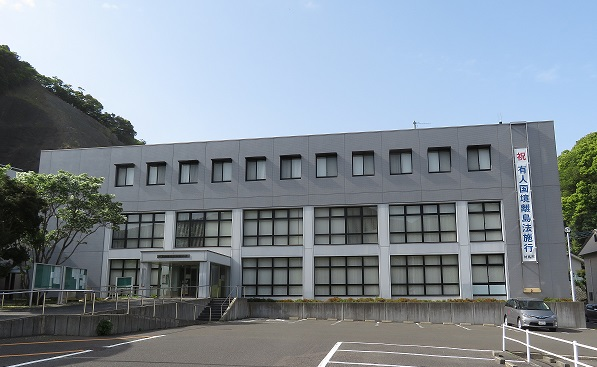
上対馬振興部

（上対馬庁舎）

### 国土防衛
2009年（平成21年）1月26日、対馬市長と同市会議長は防衛省を訪問し防衛大臣宛てに対馬の自衛隊を増強するように自衛隊誘致・増強提案書を渡した。

## 議会

### 市議会
- 定数：19人[14]
- 任期：2021年6月1日 - 2025年5月31日

### 衆議院
2024年衆議院議員補欠選挙
- 選挙区：長崎3区（佐世保市（早岐・三川内・宮の各支所管内）、大村市、対馬市、壱岐市、五島市、東彼杵郡、北松浦郡（小値賀町）、南松浦郡）
- 投票日：2024年4月28日
- 当日有権者数：231,747人
- 投票率：35.45％

| 当落 | 候補者名   | 年齢 | 所属党派     | 新旧別 | 得票数   |
| ---- | ---------- | ---- | ------------ | ------ | -------- |
| 当   | 山田勝彦   | 44   | 立憲民主党   | 前     | 53,381票 |
|      | 井上翔一朗 | 40   | 日本維新の会 | 新     | 24,709票 |

2021年衆議院議員総選挙
- 選挙区：同上
- 投票日：2021年10月31日
- 当日有権者数：236,525人
- 投票率：60.93％

| 当落 | 候補者名 | 年齢 | 所属党派   | 新旧別 | 得票数       | 重複 |
| ---- | -------- | ---- | ---------- | ------ | ------------ | ---- |
| 当   | 谷川弥一 | 80   | 自由民主党 | 前     | 57,223票     |      |
| 比当 | 山田勝彦 | 42   | 立憲民主党 | 新     | 55,189.084票 | ○    |
|      | 山田博司 | 51   | 無所属     | 新     | 25,566.906票 |      |
|      | 石本啓之 | 52   | 改新党     | 新     | 2,750票      |      |

2023年長崎県議会議員選挙
- 選挙区：対馬市（定数１）
- 投票日：2023年4月9日

| 当落 | 候補者指名 | 年齢 | 所属会派   | 新旧別 | 得票数 |
| ---- | ---------- | ---- | ---------- | ------ | ------ |
| 当   | 畑島 晃貴  | 35   | 自由民主党 | 新     | 無投票 |

## 国家機関

### 環境省
- 九州地方環境事務所対馬自然保護官事務所

自然保護

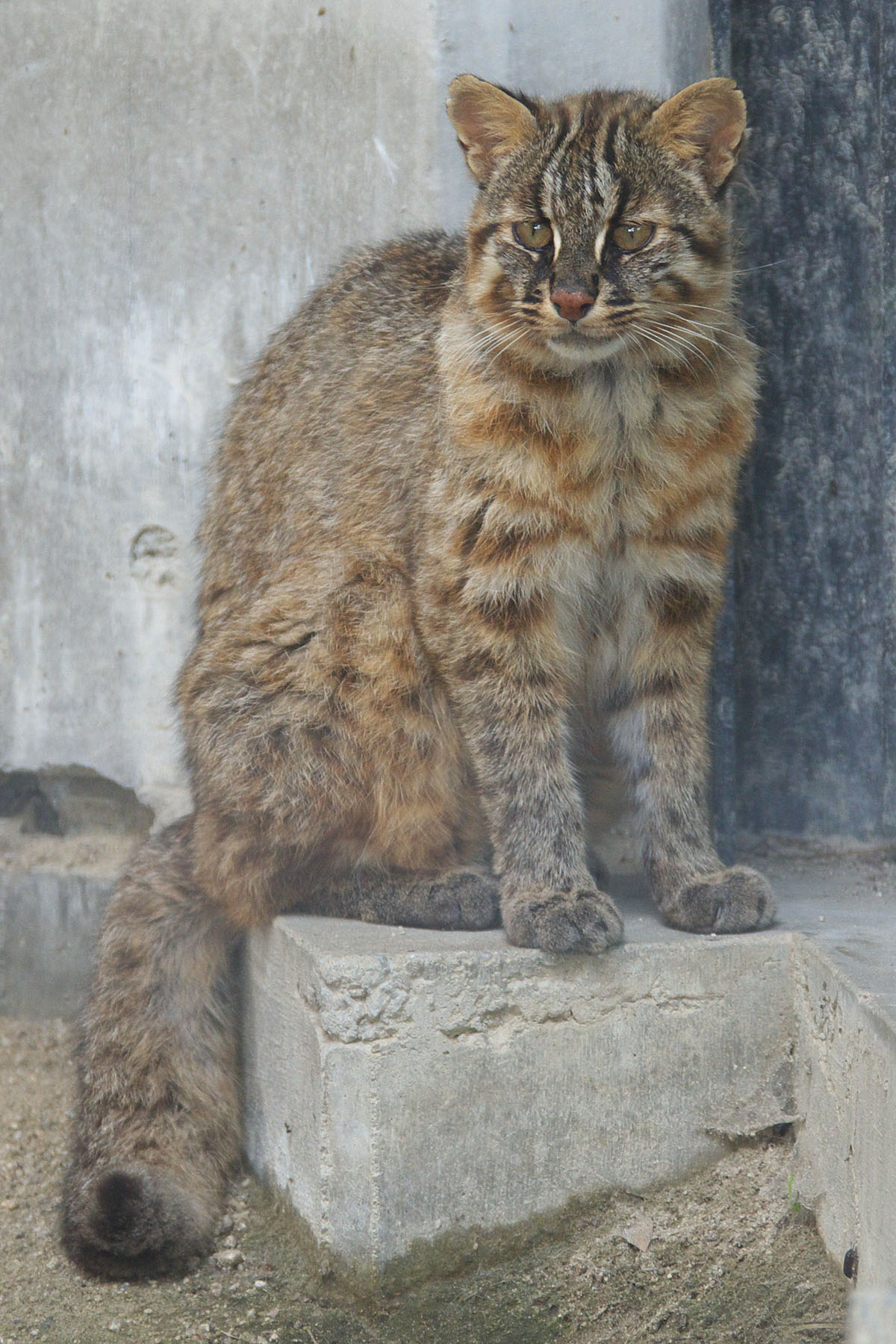
ツシマヤマネコ

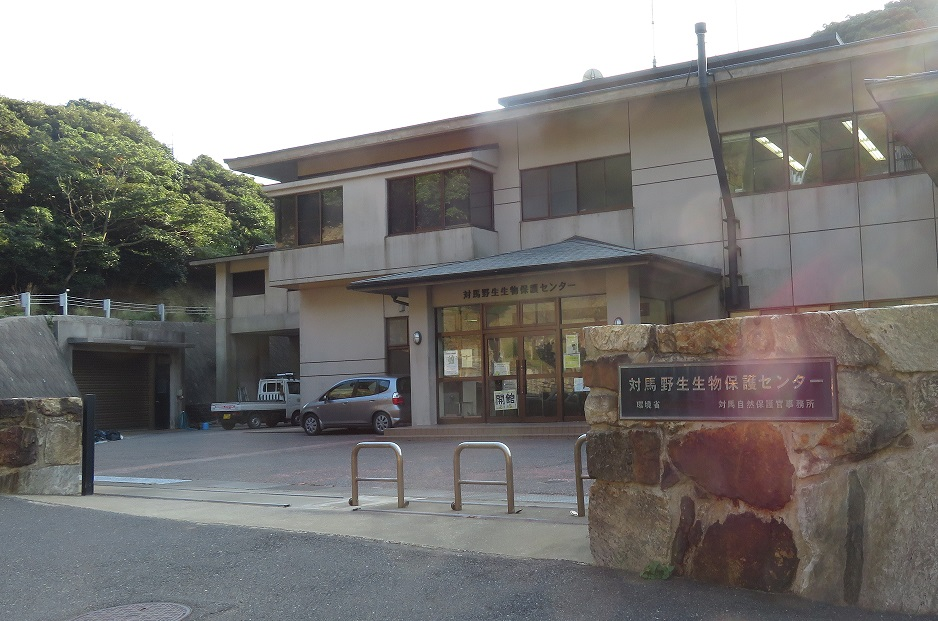
対馬野生生物保護センター

- 環境省対馬野生生物保護センター（通称・やまねこセンター、上県町佐護）
  - 環境省ツシマヤマネコ野生順化ステーション（厳原町豆酘）

### 厚生労働省
- 長崎労働局対馬労働基準監督署
- 長崎労働局対馬公共職業安定所
- 福岡検疫所厳原・比田勝出張所

### 国土交通省
- 九州地方整備局長崎港湾・空港整備事務所厳原港分室
- 九州運輸局長崎運輸支局厳原自動車検査登録事務所

海上保安庁
- 第七管区海上保安本部対馬海上保安部
  - 比田勝海上保安署

気象庁
- 福岡航空地方気象台対馬航空気象観測所

### 財務省
- 門司税関厳原税関支署
  - 比田勝出張所

国税庁
- 福岡国税局厳原税務署

### 農林水産省
林野庁
- 九州森林管理局長崎森林管理署厳原森林事務所
- 九州森林管理局長崎森林管理署三根森林事務所

### 防衛省
自衛隊
- 自衛隊長崎地方協力本部対馬駐在員事務所
- 陸上自衛隊

対馬駐屯地（第4師団対馬警備隊他）
- 航空自衛隊

海栗島分屯基地（西部航空方面隊 西部航空警戒管制団 第19警戒隊他）
- 海上自衛隊

佐世保地方隊対馬防備隊
防備隊本部
上対馬警備所
下対馬警備所

### 法務省
- 長崎地方法務局厳原支局
- 福岡刑務所厳原拘置支所

出入国在留管理庁
- 福岡出入国在留管理局対馬出張所

検察庁
- 長崎地方検察庁厳原支部
- 厳原区検察庁
- 上県区検察庁

### 裁判所
- 長崎地方裁判所厳原支部
- 長崎家庭裁判所厳原支部
- 長崎家庭裁判所上県出張所
- 厳原簡易裁判所
- 上県簡易裁判所

## 施設

### 警察
本部
- 長崎県警察
  - 対馬北警察署（旧上県郡を管轄）
  - 対馬南警察署（旧下県郡を管轄）

### 消防
本部
- 対馬市消防本部-本部（厳原）

### 医療
主な病院
- 長崎県対馬病院 - 2015年（平成27年）5月17日に長崎県対馬いづはら病院と長崎県中対馬病院が統合され開院。
- 長崎県上対馬病院

### 交流施設
ホール・集会所
- 対馬市交流センター
- 対馬市公会堂
- 美津島文化会館
- 豊玉文化会館
- 下対馬開発総合センター
- 中対馬開発総合センター
- 上対馬総合センター

公民館
- 厳原地区公民館
- 厳原地区公民館分館ありあけ会館
- 美津島地区公民館
- 豊玉地区公民館
- 峰地区公民館
- 上県地区公民館
- 上対馬地区公民館

コミュニティーセンター
- 竹敷地区コミュニティーセンター
- 美津島自治コミュニティーセンター
- 玉調コミュニティーセンター
- 小船越コミュニティーセンター
- 根緒離島体験施設
- 糸瀬コミュニティーセンター
- 仁田地区コミュニティーセンター

### 文化施設
博物館・史料館・収蔵庫・図書館

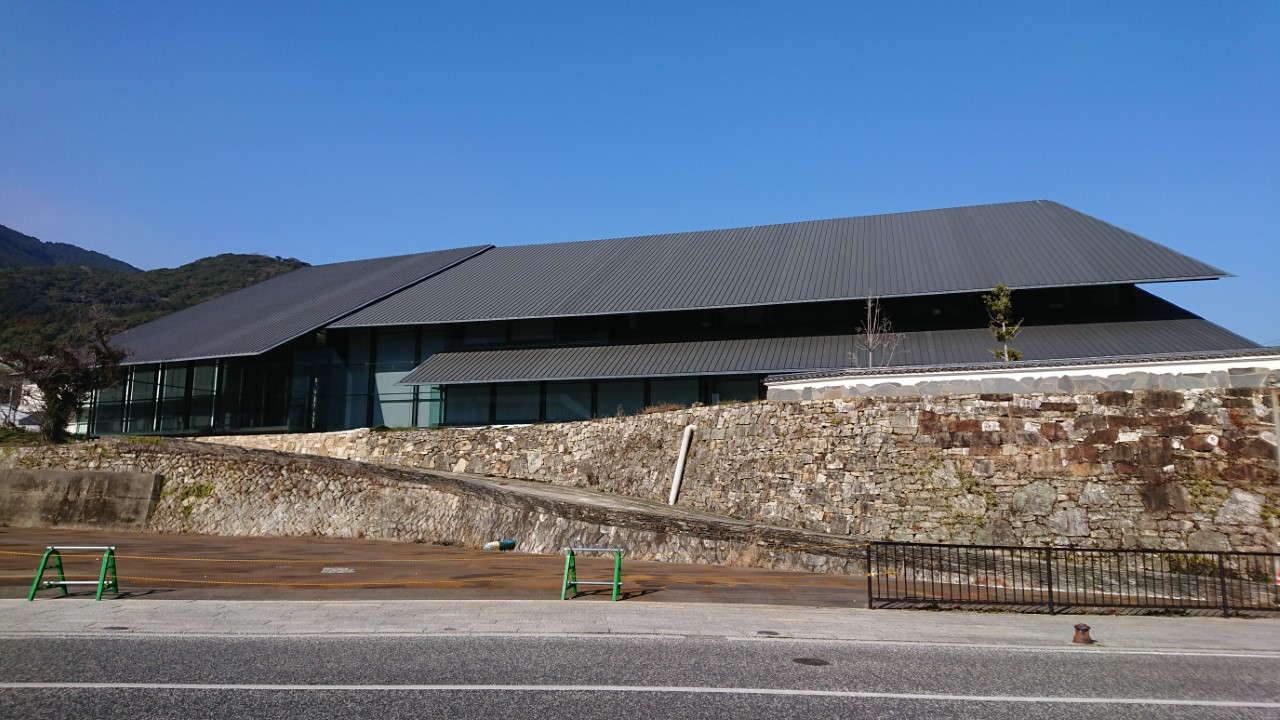
対馬博物館

- 対馬博物館（2022年（令和4年）4月開館）
- 対馬朝鮮通信使歴史館[15]（2021年（令和3年）10月末開館）
- 長崎県立対馬青年の家
- 対馬市立つしま図書館（対馬市交流センター内）
- 重要文化財 銅造如来坐像収蔵庫
- 豊玉町郷土館
- 峰町歴史民俗資料館
- 峰町ふるさと宝物館収蔵庫
- 上対馬町歴史民俗資料室（上対馬総合センター内）
- 西福寺の元版大般若経収蔵庫

### 運動施設
総合運動公園
- 厳原総合運動公園
  - 野球場
  - 陸上競技場
  - テニスコート
  - ゲートボール場
- 対馬グリーンパーク
  - 野球場
  - テニスコート
- あそうベイパーク
  - 多目的広場
  - パットゴルフ場
  - カヌー・ボート
- 豊玉総合運動公園
  - 野球場
  - パールドーム（体育館）
  - テニスコート
  - プール

- 峰総合運動公園
  - 野球場
  - 陸上競技場
  - プール
- 上県総合運動公園
  - 野球場
  - 体育館
  - 温水プール
- 上対馬総合運動公園
  - 野球場
  - 多目的広場
  - 体育館
  - テニスコート
  - 弓道場

体育館
- 厳原体育館
- 阿連体育館
- 大調体育館
- 美津島体育館
- 浅海体育館
- 塩浦体育館
- 加志々体育館
- 綱島体育館
- シャインドームみね
- 上県体育館
- 佐護体育館
- 久原体育館
- 伊奈体育館

屋外運動場
- 清水が丘多目的広場
- 佐賀運動広場
- かみあがたふれあいの広場
- 湊浜シーランドステージ

水泳場
- 湯多里ランド対馬温水プール
- 厳原プール
- 佐賀水泳プール
- 志多賀水泳プール

その他の運動施設
- 日新館武道場
- 峰弓道場
- グリーンピア対馬パークゴルフ場
- 佐須奈テニスコート

## 対外関係

### 姉妹都市・提携都市

#### 海外
姉妹都市
- グアム準州（アメリカ合衆国）
  - 1977年（昭和52年）- 姉妹島縁組締結
- 影島区（-ヨンドく）（大韓民国 釜山広域市）
  - 1986年（昭和61年）- 姉妹島縁組締結

#### 国内
姉妹都市
- 中津川市（中部地方 岐阜県）
  - 1994年（平成6年）- 旧上対馬町と旧蛭川村が姉妹町村縁組締結したのが元。共にヒトツバタゴの自生地。
  - 2007年に姉妹都市縁組締結[16]。
- 瀬戸内市（中国地方 岡山県）
  - 1996年（平成8年）- 旧厳原町と旧牛窓町が姉妹町縁組締結したのが元。ともに朝鮮通信使の寄港地。
  - 2006年に姉妹市縁組締結[17]。
- 長浜市（近畿地方 滋賀県）
  - 1998年（平成10年）- 旧厳原町が姉妹町縁組締結。高月町と結んでいたが合併後も長浜市に引き継がれる。

提携都市
- 竹富町（南西諸島 沖縄県 八重山郡）
  - 2016年（平成28年）7月7日 - 友好都市協定締結[18]。

## 経済

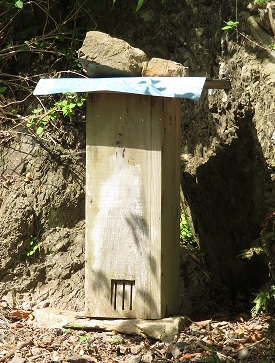
「蜂洞」（はちどう）

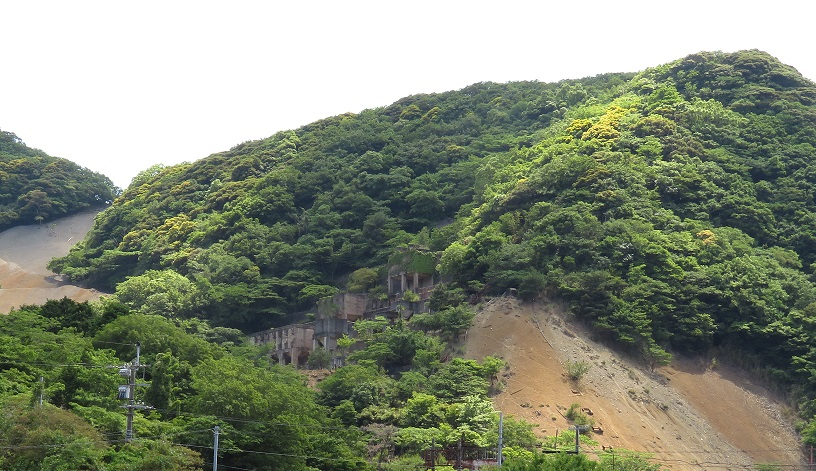
対州鉱山跡（厳原町佐須地区）

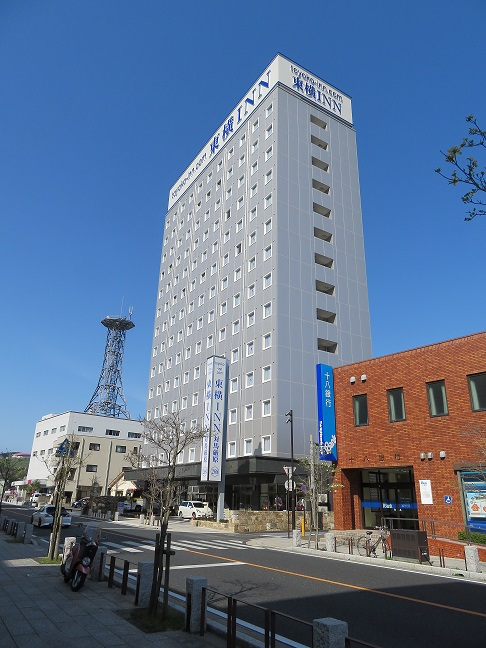
東横インホテル対馬厳原

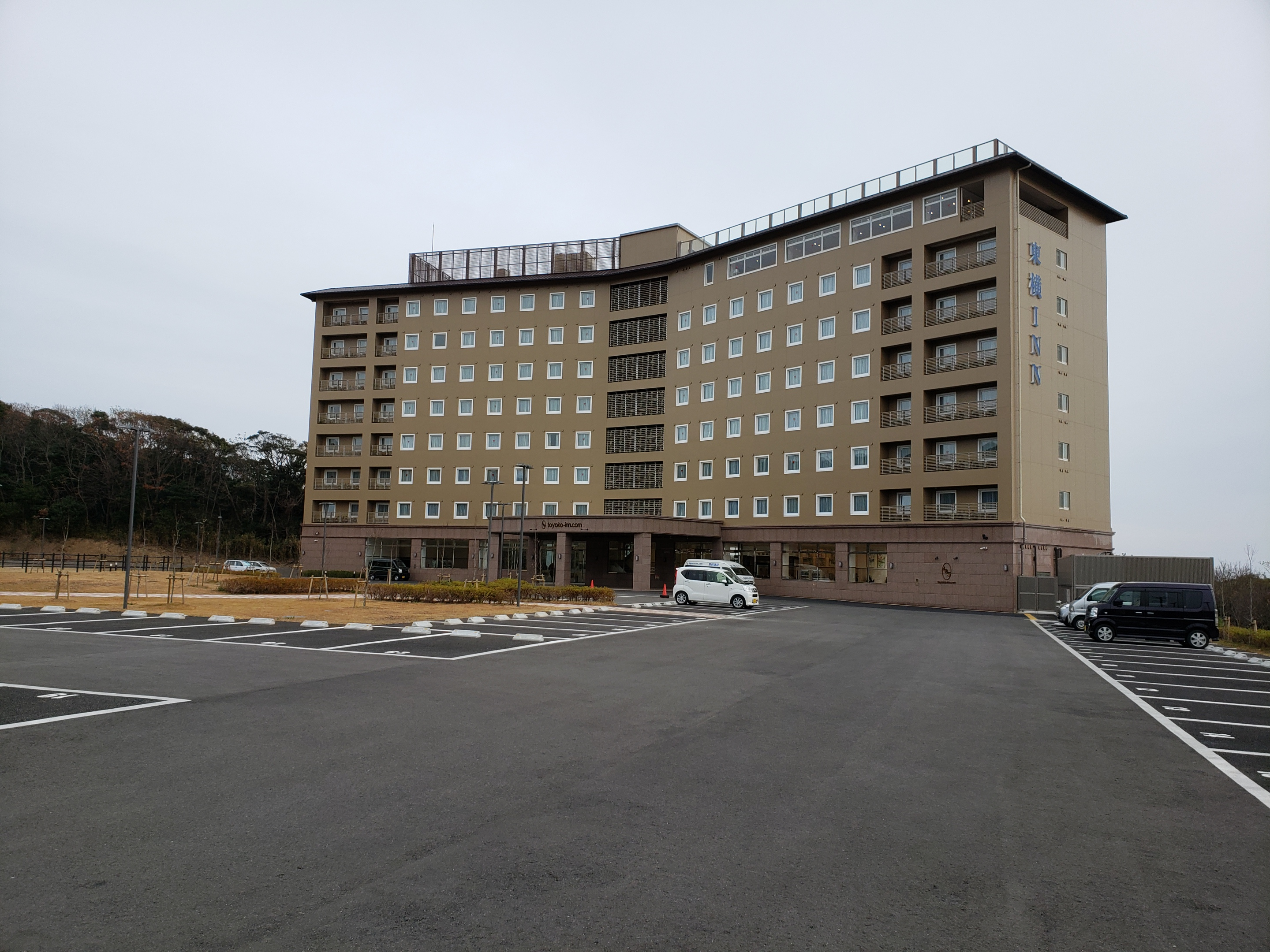
東横インホテル対馬比田勝

対馬市は長崎県に属するが、航路などの人的交流や経済的な結びつきではむしろ福岡県のほうが強い。
2010年代以降、高速船航路の導入や韓国人への短期ビザ免除等で、韓国の釜山港経由の観光客が急増しており、島の不動産が続々と韓国資本に買収されている。

### 第一次産業

#### 農業
耕地面積は783haだが、対馬の総面積の1.1%に過ぎない。このうち543haが水田で、残りの240haでソバやアスパラガス、ミニトマトなどが栽培されている。特に、ソバは「対州そば」として地理的表示に登録されており、作付面積は長崎県内の約6割を占める。一方でイノシシやツシマジカによる食害が目立っていたが、駆除活動により2020年代の被害額は横ばいになっている。
酪農として、和牛の一種である褐毛和種が県内で唯一飼育されており、野生のニホンミツバチが生息することから養蜂も盛んで、島のいたるところで丸太をくりぬいてつくった巣箱「蜂洞」（はちどう）が見られる。しかし特定外来生物ツマアカスズメバチの分布により、ニホンミツバチの減少が心配されている。

#### 漁業
漁業は対馬市の基幹産業のひとつで、沿岸や日本海でのイカ釣漁が盛ん。その他にもタイやブリなどの一本釣漁や沿岸での定置網漁が行われている。主な魚種の漁獲量は以下のようになっている。
- イカ類：2,444.9トン
- ブリ類：1,587.6トン
- アジ類：709.3トン
- サザエ：443.9トン
- マグロ類：2,100.4トン

2023年度の総漁獲量は10,870トン、総漁獲額は139億2800万円である。
また、浅茅湾を中心に養殖業が行われており、特に真珠養殖が盛ん。2023年度の養殖業の主な種別の漁獲額と合計額は以下のようになっている。
- 真珠：32億9000万円

#### 林業
対馬は面積の80%以上が山林で、林業が営まれている。檜の生産が主で「対馬ひのき」としてブランド展開されている。またシイタケ栽培が盛んで、県内生産の9割以上を占める。主な林産物の生産額と合計額は以下のようになっている。
- 乾シイタケ：34億1510万円
- 製材用素材：17億6542万円
- しいたけ原木：9億5830万円
- 生シイタケ：2億3270万円
- 合計：71億2082万円

### 第二次産業

#### 鉱業
かつては鉱業も盛んだった。対馬銀山は日本で初めて銀が産出した場所でもある。江戸時代には銀や鉛が採掘された。また20世紀の初頭には厳原町佐須地区に亜鉛を産出する対州鉱山が開かれた。同地区では1960年代には年間20万トンを産出し東洋一の亜鉛鉱山と呼ばれたが、1973年（昭和48年）に閉山した。
現在、銀・鉛・亜鉛の採掘は行われていないが、厳原町阿須地区で陶石類の採掘が行われている。同地区は年間5万トンを生産し、日本三大産地の一つに数えられている。

### 第三次産業

#### 商業
2014年（平成26年）7月に対馬では初となる24時間営業・ATMを有するコンビニエンスストア「ポプラ（2021年（令和3年）5月からはローソン・ポプラ）」が厳原町桟原に出店。また2015年（平成27年）5月開院の長崎県対馬病院内の売店としてポプラが運営する生活彩家が出店した（ただし24時間営業ではない）。2016年（平成28年）8月には、長崎県の離島としては壱岐に次ぎ2番目にファミリーマート（対馬厳原大手橋店、24時間営業）がオープンした。
厳原地区には、マックスバリュとマツモトキヨシの支店がそれぞれ1店舗、美津島地区にはドラッグストア（ドラッグストアモリ・マツモトキヨシ）やベスト電器、ディスカウントストア（ダイレックス・コスモス）、レンタルビデオ（ゲオ）の支店がそれぞれ1店舗進出している。

#### 観光業
韓国からの観光客が多く、2017年（平成29年）だけで30万人を超えた。韓国資本による韓国人専用のホテルが厳原と比田勝、洲藻湾などを結ぶように建設がされており、韓国との距離が近いことからもコリアン・タウン化が進んでいる。

### 金融機関
- 十八親和銀行対馬支店、対馬中央支店、美津島出張所、豊玉支店、比田勝支店
- 対馬農業協同組合（JAバンク）対馬本店、美津島支店、中対馬支店、上対馬支店
- 漁業協同組合（JFマリンバンク）:厳原町漁協、上県町漁協、上対馬南漁協、佐須奈漁協、豊玉町漁協、美津島町漁協、美津島町西海漁協、美津島町高浜漁協、峰町東部漁協
- 郵便局（ゆうちょ銀行）が36局[25]ある。
  - 集配局 13局
    - 厳原局、豆酘局、小茂田局、鶏知局、尾崎局、竹敷局、豊玉局、峯局、対馬佐賀局、鹿見局、比田勝局、小鹿局、琴局

  - 無集配局 14局
    - 浅藻局、厳原宮谷局、伊奈局、大船越局、鴨居瀬局、小綱局、小船越局、佐護局、佐須奈局、志多賀局、曽局、仁田局、水崎局、鰐浦局

  - 簡易郵便局 9局[25]
    - 泉簡易局、厳原久田簡易局、厳原久和簡易局、厳原小浦簡易局、賀谷簡易局、久根田簡易局、下原簡易局、舟志簡易局、一重簡易局

かつてあった金融機関
- 西日本シティ銀行対馬支店 - 平成25年4月19日をもって廃止の上、本店営業部に統合。ATMコーナーは同年5月31日に廃止。

## 情報・通信

### マスメディア

#### 放送局
- 対馬市CATV

#### 中継局
- 厳原中継局

## 教育

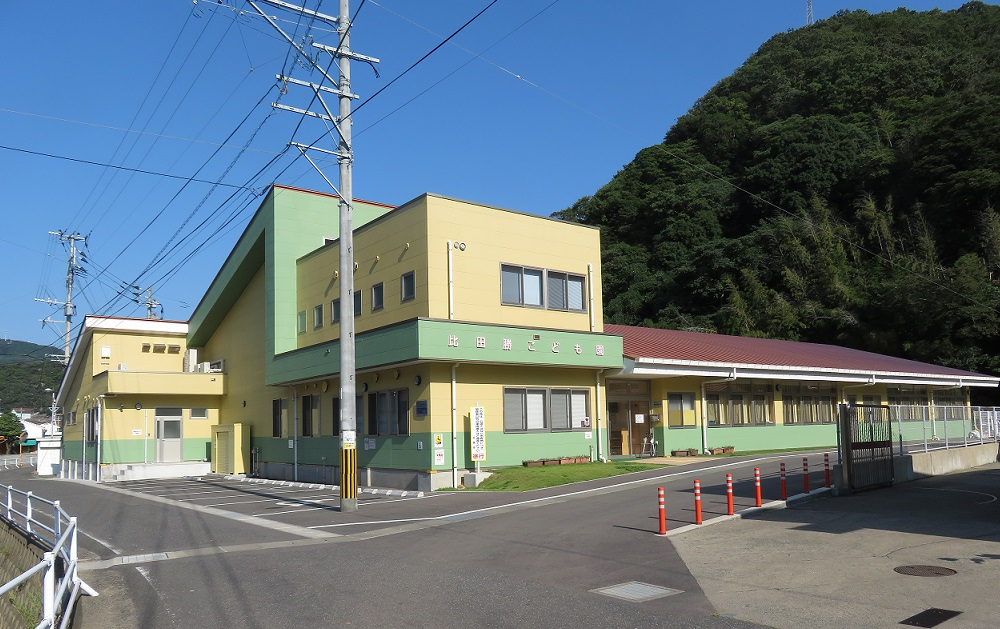
対馬市立比田勝こども園

### 高等学校
県立
- 長崎県立対馬高等学校
- 長崎県立豊玉高等学校
- 長崎県立上対馬高等学校

### 中学校
すべて市立 - 11校（2022年（令和4年）4月時点）
- 対馬市立厳原中学校
- 対馬市立大船越中学校
- 対馬市立久田中学校
- 対馬市立雞知中学校

- 対馬市立佐須奈中学校（小学校併設）
- 対馬市立豆酘中学校（2026年閉校予定）
- 対馬市立東部中学校
- 対馬市立豊玉中学校

- 対馬市立西部中学校
- 対馬市立仁田中学校
- 対馬市立比田勝中学校

※小規模校が多く、厳原や雞知などを除いてほとんどの学校が1学年1クラスである。
※規模適正化で統廃合された中学校については長崎県中学校の廃校一覧#対馬市を参考。

### 小学校
すべて市立 - 15校（2024年（令和6年）4月現在）
- 対馬市立厳原小学校
- 対馬市立厳原北小学校
- 対馬市立今里小学校
- 対馬市立大船越小学校
- 対馬市立金田小学校

- 対馬市立久田小学校
- 対馬市立鶏鳴小学校
- 対馬市立佐須奈小学校（中学校併設）
- 対馬市立豆酘小学校（2026年閉校予定）
- 対馬市立豊玉小学校

- 対馬市立西小学校
- 対馬市立仁田小学校
- 対馬市立東小学校
- 対馬市立比田勝小学校
- 対馬市立美津島北部小学校

※小規模校が多く、厳原や鶏鳴などを除いてほとんどの学校が1学年1クラス以下（複式学級の所もある）である。
※規模適正化で統廃合された小学校については長崎県小学校の廃校一覧#対馬市を参考。

### 幼児教育

#### 幼稚園
市立2園、私立1園（2017年4月現在）
市立
- 厳原幼稚園
- 鶏鳴幼稚園

私立
- 親愛幼稚園（社会福祉法人 親愛福祉会 親愛こども園）

※規模適正化で統廃合された幼稚園については長崎県幼稚園の廃園一覧#対馬市を参考。

#### 保育所
厳原地区
- 親愛保育園（社会福祉法人 親愛福祉会 親愛こども園）
- 厳原南保育園（社会福祉法人 あすか福祉会）
- 佐須へき地保育所（同上）
- 豆酘へき地保育所（同上）

美津島地区
- 対馬市立鶏知保育所
- 対馬市立大船越へき地保育所
- 対馬市立小船越へき地保育所
- 対馬市立西へき地保育所

豊玉地区
- 対馬市立豊玉南保育所
- 対馬市立仁位へき地保育所
- 対馬市立乙宮へき地保育所
- 対馬市立小綱へき地保育所

峰地区
- 対馬市立佐賀保育所
- 対馬市立三根保育所

上県地区
- 対馬市立仁田保育所
- 対馬市立佐須奈保育所
- 対馬市立久原へき地保育所

上対馬地区
- 対馬市立一重へき地保育所

※2011年（平成23年）3月 -「阿連へき地保育所（財団法人 厳原愛育会）」と「対馬市立塩浜へき地保育所」が閉所。
※2017年（平成29年）3月 -「久根へき地保育所（財団法人 厳原愛育会）」と「対馬市立竹敷へき地保育所」が閉所。

#### 認定こども園
市立
- 比田勝こども園（2017年（平成29年）市立比田勝幼稚園、比田勝保育所、泉保育所が統合され開園）
- 豊玉こども園（2024年6月開園）

私立
- 親愛こども園（社会福祉法人 親愛福祉会 親愛幼稚園・親愛保育園）

### 特別支援学校
県立
- 長崎県立虹の原特別支援学校高等部対馬分教室（長崎県立対馬高等学校に開設）
- 長崎県立虹の原特別支援学校小・中学部（2027年度開設予定）[26]

## 交通

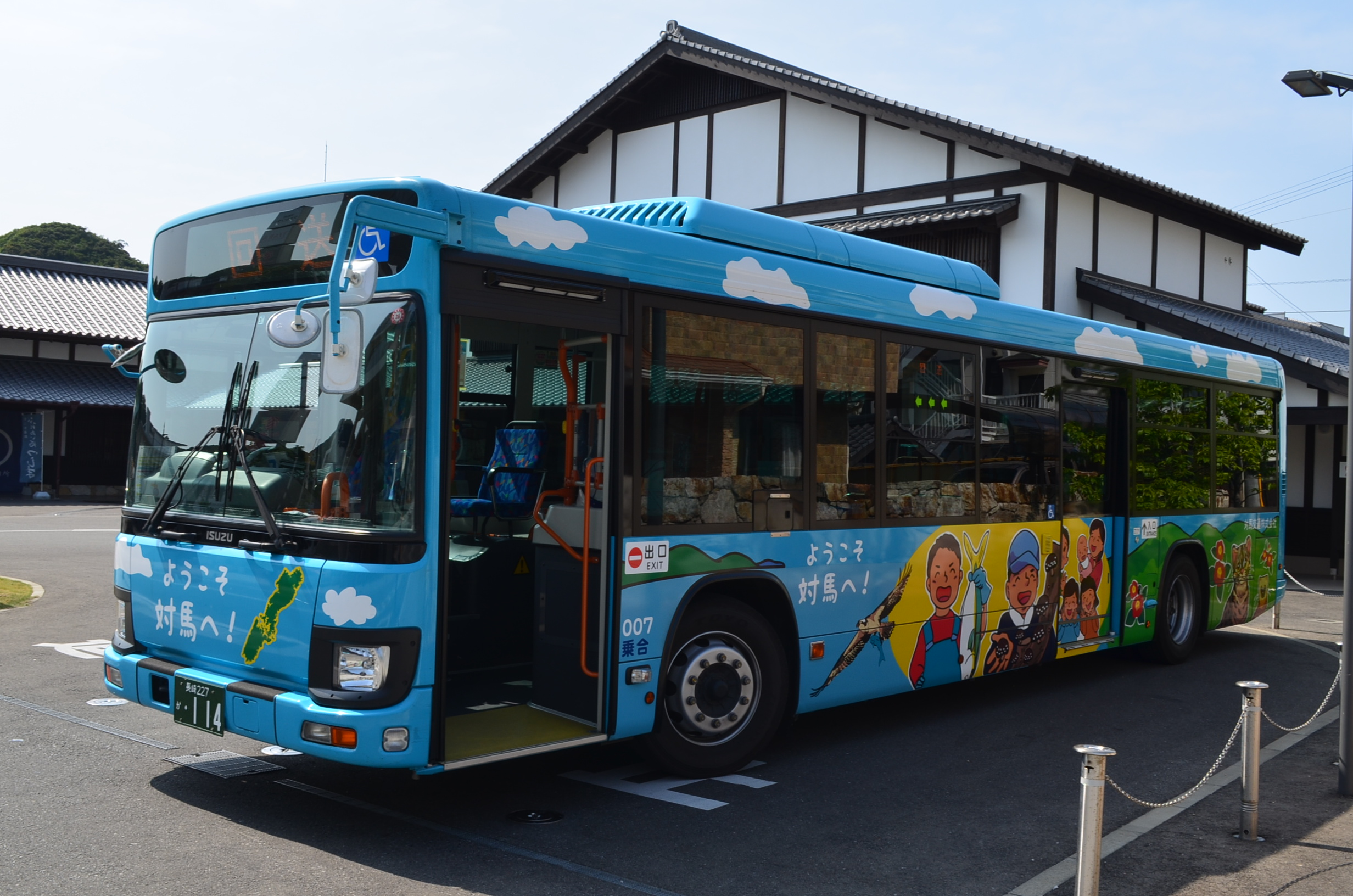
対馬交通

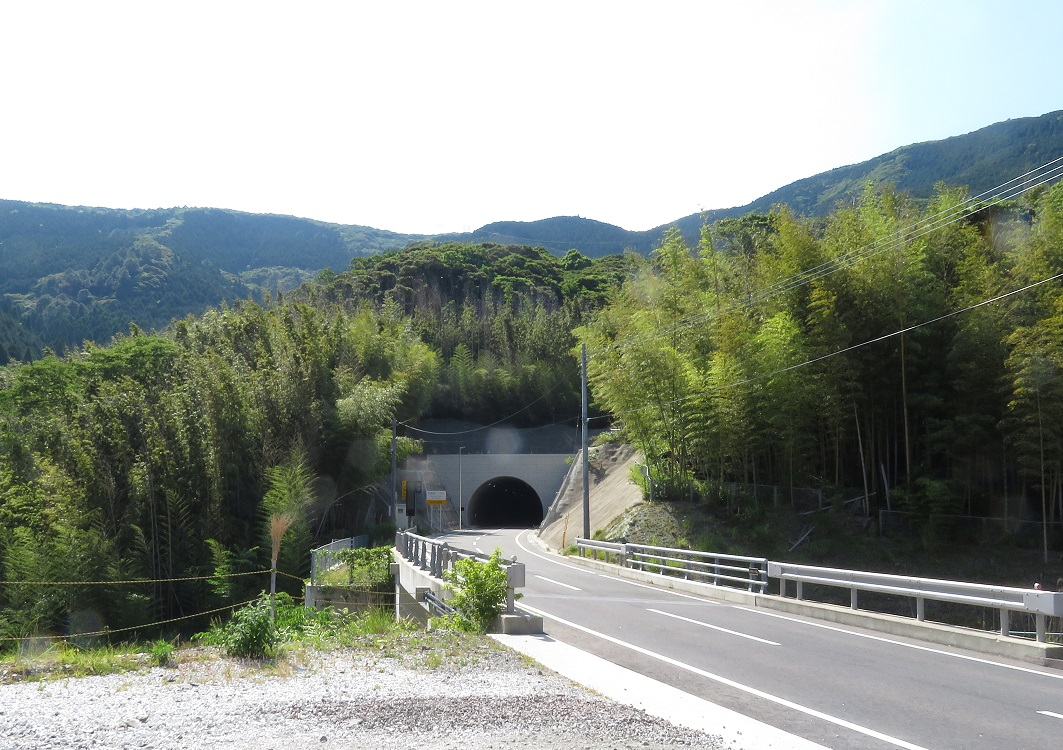
対馬最長の佐須坂トンネル（厳原）

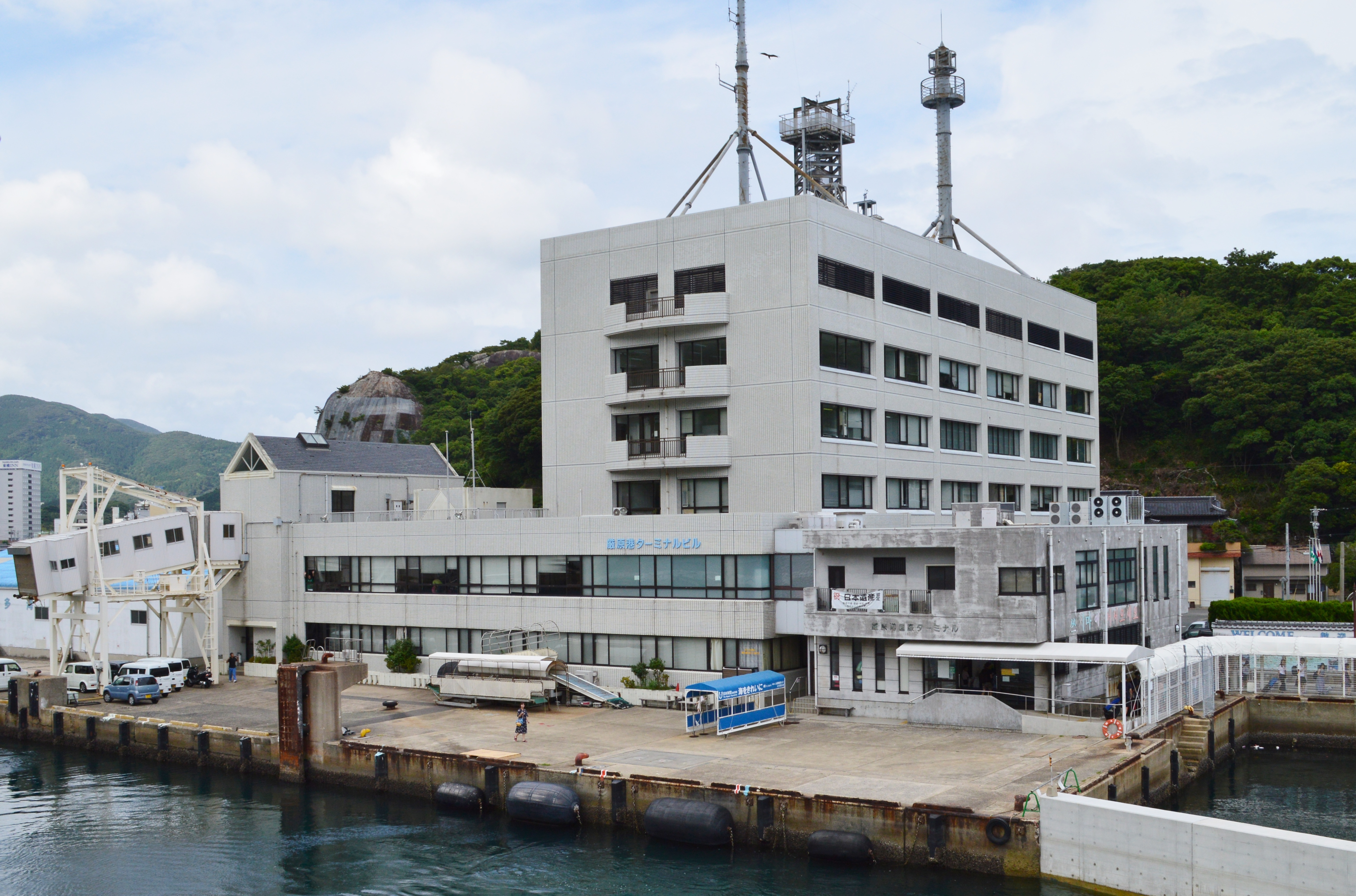
厳原港ターミナル

市内に鉄道・軌道は無く、島内交通には専ら自動車が用いられる。道路が整備される1960年代まで、広域移動は沿岸航路・湾内航路に依存しており、浅茅湾の市営渡海船はその名残である。対馬交通から旧豊玉町を経て引き継いだもので、豊玉町内の浅茅湾内各地と美津島町雞知長板浦を結んでいる。

### 空路

#### 空港

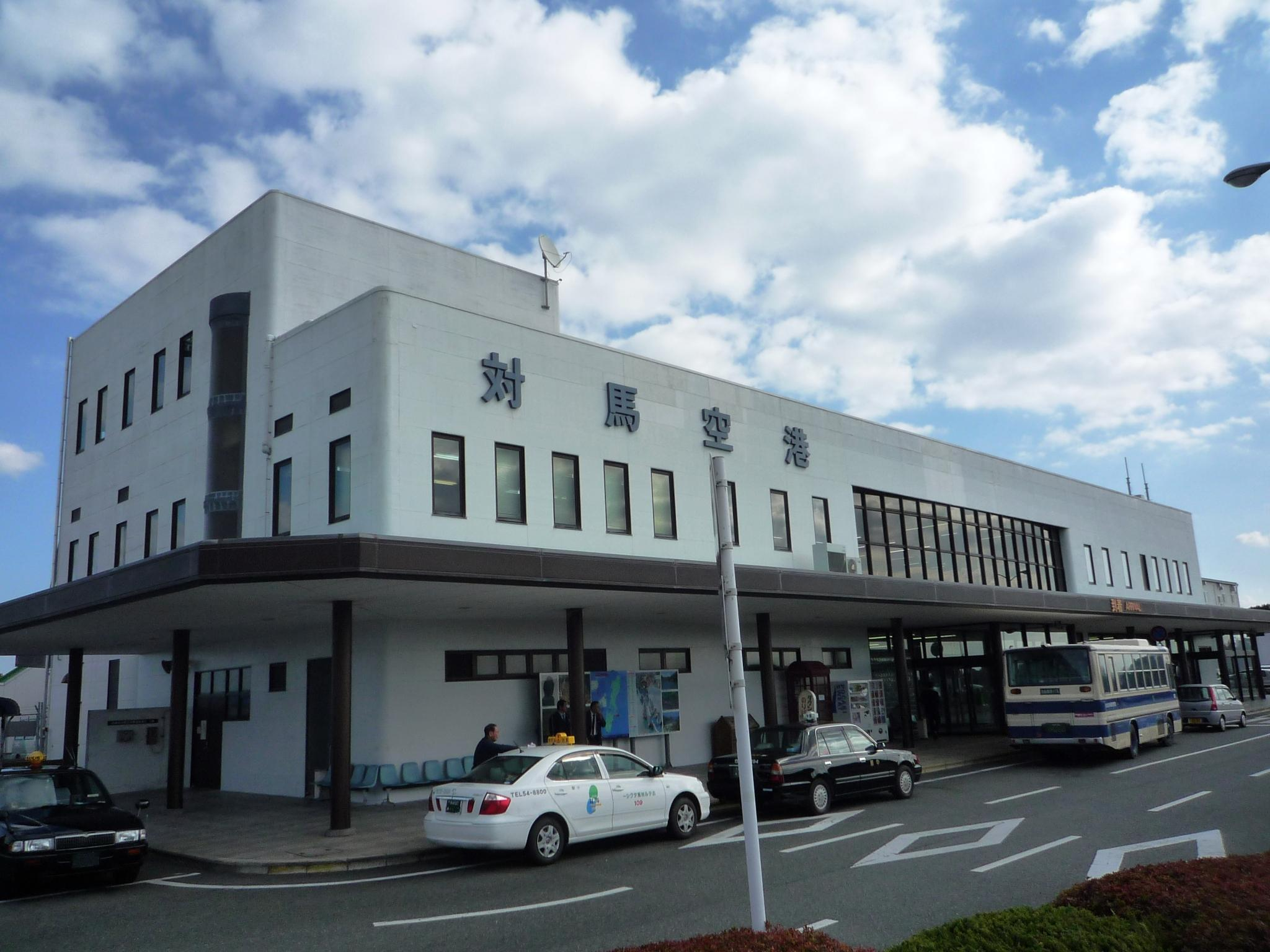
対馬空港
- 全日本空輸(ANA)[27]
  - 福岡空港
- オリエンタルエアブリッジ(ORC)[注釈 4]
  - 福岡空港
  - 長崎空港

### バス

#### 路線バス
公共交通機関は、対馬交通がバスを運行している。
- 対馬交通
- 対馬市営バス

### 道路

#### 国道
- 国道382号

#### 県道
主要地方道
- 長崎県道24号厳原豆酘美津島線
- 長崎県道39号上対馬豊玉線
- 長崎県道44号桟原小茂田線
- 長崎県道48号木坂佐賀線
- 長崎県道56号上県小鹿港線
- 長崎県道64号対馬空港線

一般県道
- 長崎県道178号舟志佐須奈線
- 長崎県道179号グリーンピアつしま線
- 長崎県道180号舟志宮原線
- 長崎県道181号比田勝港線
- 長崎県道182号大浦比田勝線
- 長崎県道189号鹿見港線
- 長崎県道192号瀬浦厳原港線
- 長崎県道197号竹敷雞知線
- 長崎県道232号唐崎岬線

詳しくは長崎県の県道一覧を参考。
トンネル
対馬市内にはトンネルが73本（長崎県管理54本・対馬市管理19本）あり、長崎県下で一番の多さである。なお対馬市最長のトンネルは厳原地区にある「佐須坂（さすざか）トンネル」（1,867m、2015年12月完成、2016年2月開通）である。

### 航路

#### 港湾
島外への航路を持つ港湾は、以下の2港がある
- 厳原港（重要港湾）
- 比田勝港（地方港湾）

#### 船舶
国内航路
- 九州郵船
  - ジェットフォイル「ヴィーナス」「ヴィーナス2」
    - 厳原港 -　壱岐市（郷ノ浦港または芦辺港）（一部は直行）- 博多港（博多ふ頭）
    - かつては比田勝港まで運航される便もあった。

  - フェリー「ちくし」「きずな」
    - 厳原港 - 壱岐市（郷ノ浦港または芦辺港）（一部は直行） - 博多港（博多ふ頭）

  - フェリー「うみてらし」
    - 比田勝港 - 博多港（博多ふ頭）
- 対州海運（RO-RO船）
  - フェリーたいしゅう
    - 厳原港 - 博多港（那の津）
- 壱岐・対馬フェリー（RO-RO船）
  - フェリーつばさ
    - 厳原港 - 壱岐市（芦辺港）（日曜日は寄港せず） - 博多港（那の津）

国際航路
- 大亜高速海運
  - 高速船「オーシャンフラワー」
    - 厳原港 - 釜山港
    - 比田勝港 - 釜山港
- 対馬国際ライン
  - 「あおしお」
    - 比田勝港 - 釜山港　（※不定期）
- JR九州高速船
  - ジェットフォイル「ビートル」
    - 博多港 - 比田勝港 - 釜山港(博多-比田勝間・日本国内のみの利用も可)
- 未来高速
  - 高速船NINA（ニーナ）- 2016年（平成28年）10月から運航
    - 厳原港 - 釜山港
    - 比田勝港 - 釜山港
- 韓日国際海運
  - オーロラ
    - 比田勝港 - 釜山港
- 対伸
  - ブルーつしま - 2018年11月より運航。カーフェリー。
    - 厳原港 - 釜山港

## 観光

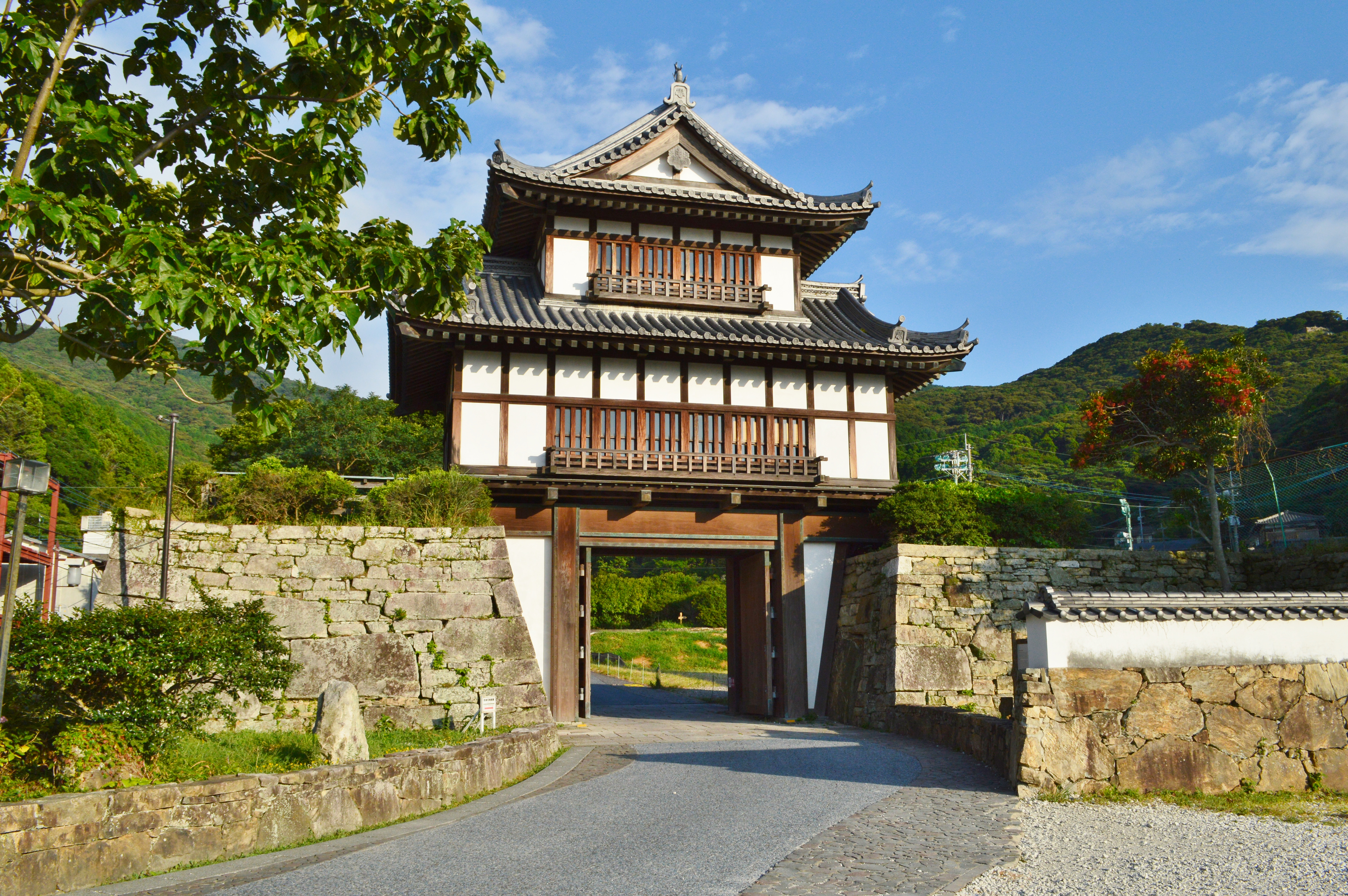
金石城

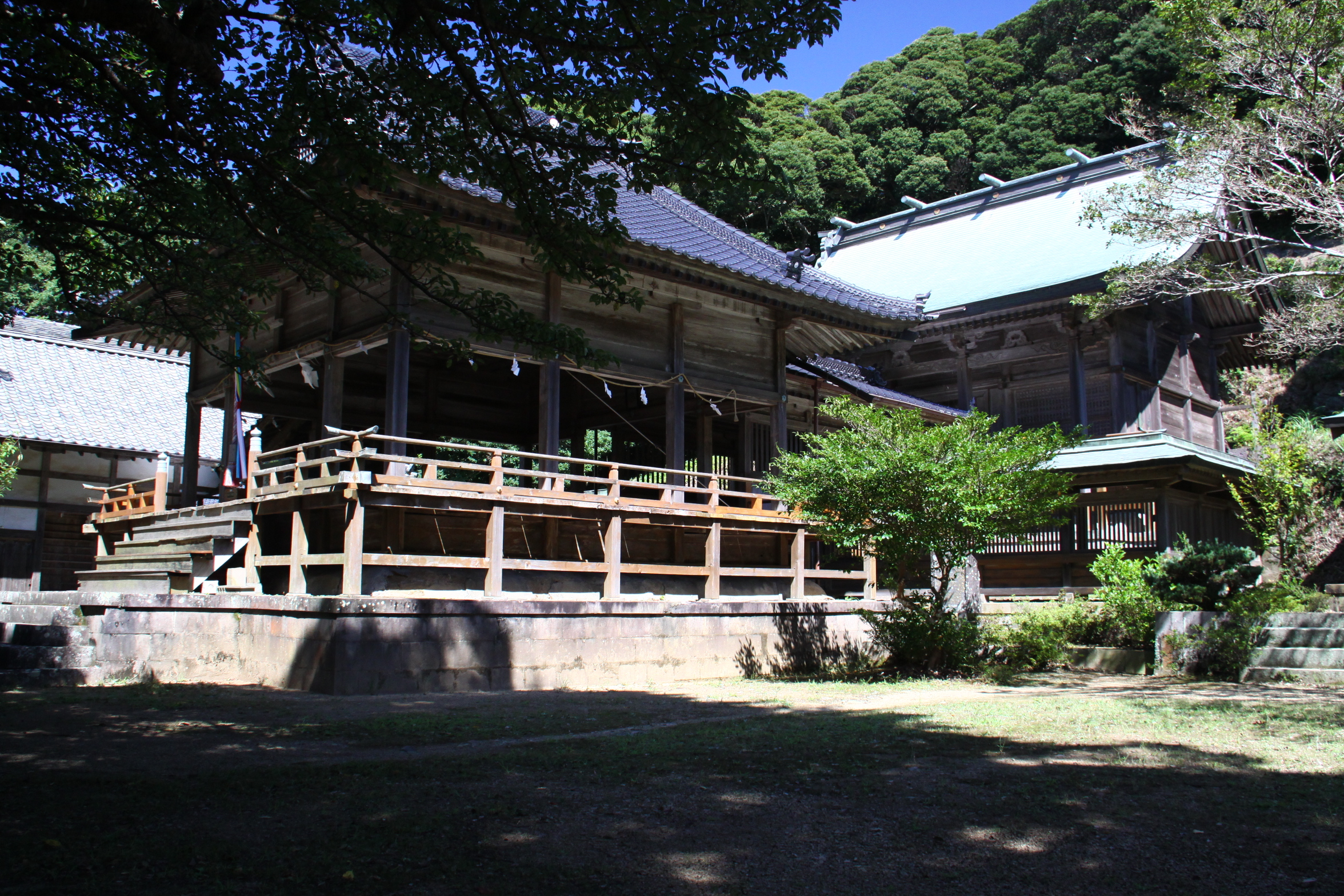
海神神社

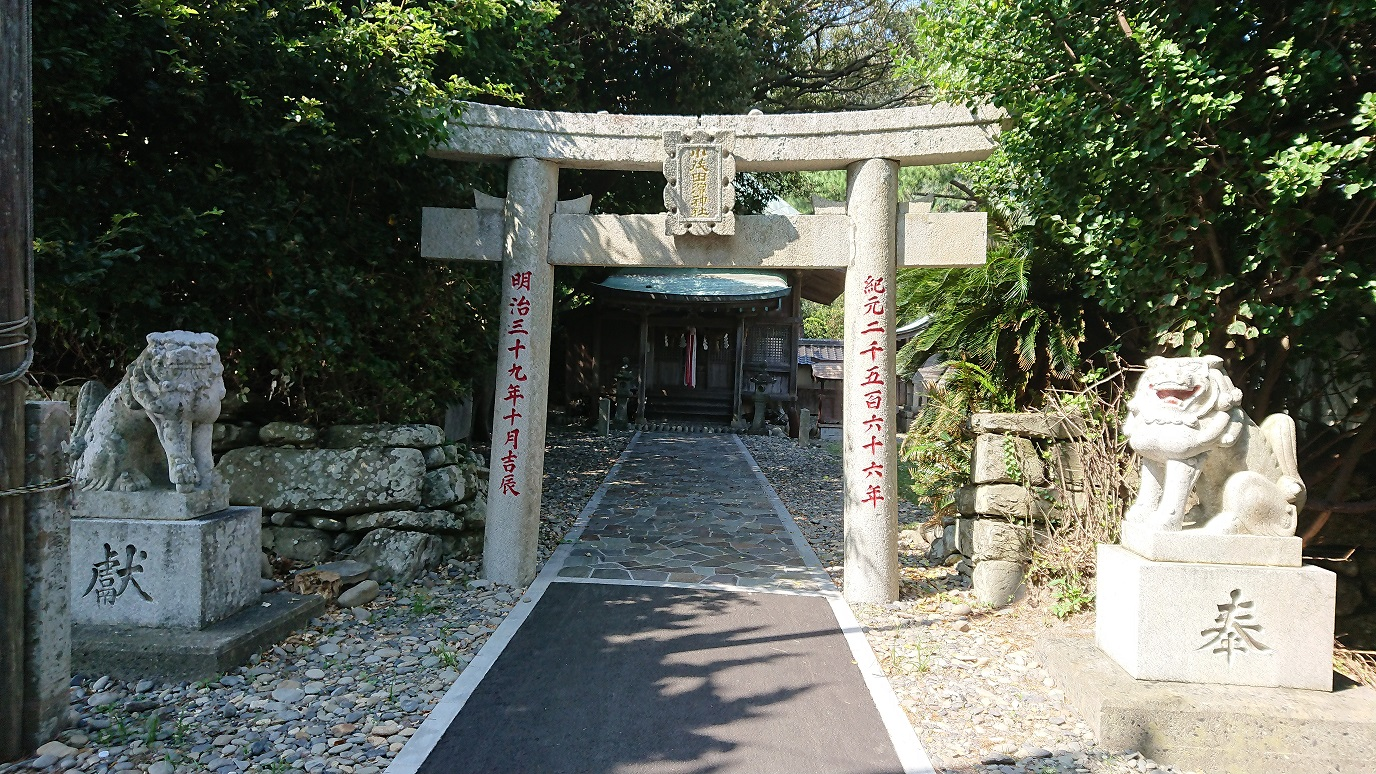
小茂田浜神社

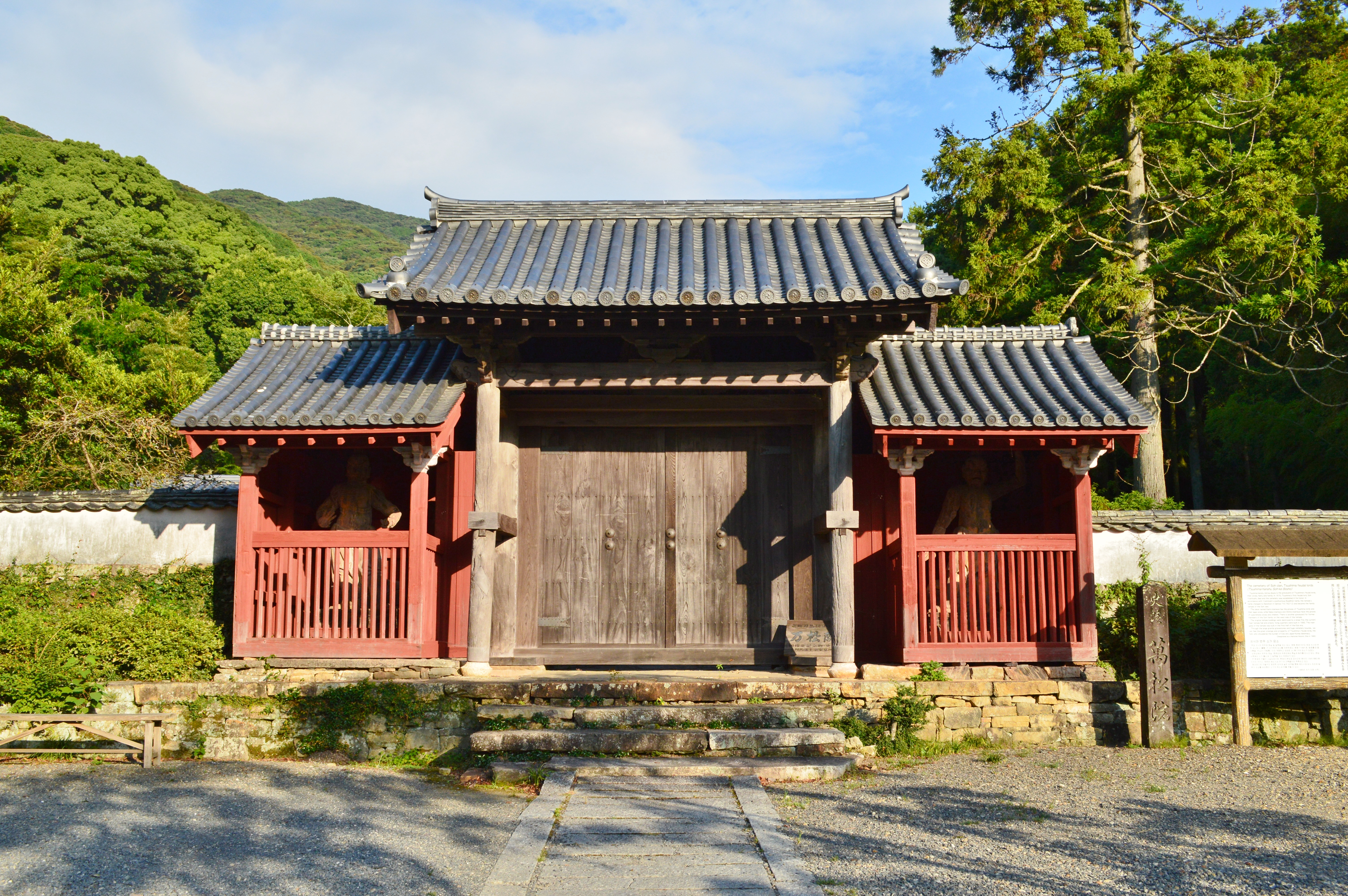
万松院

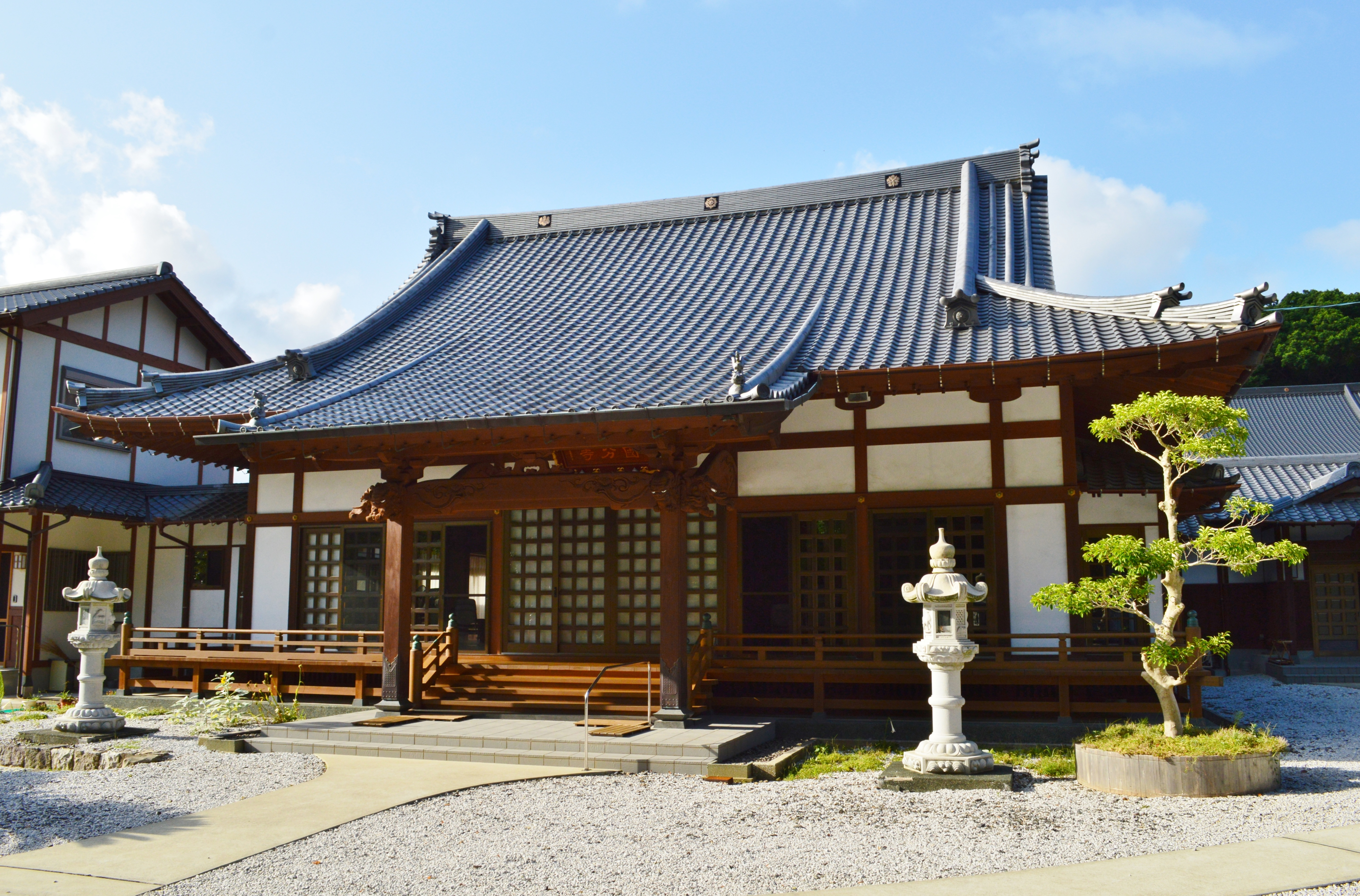
対馬国分寺

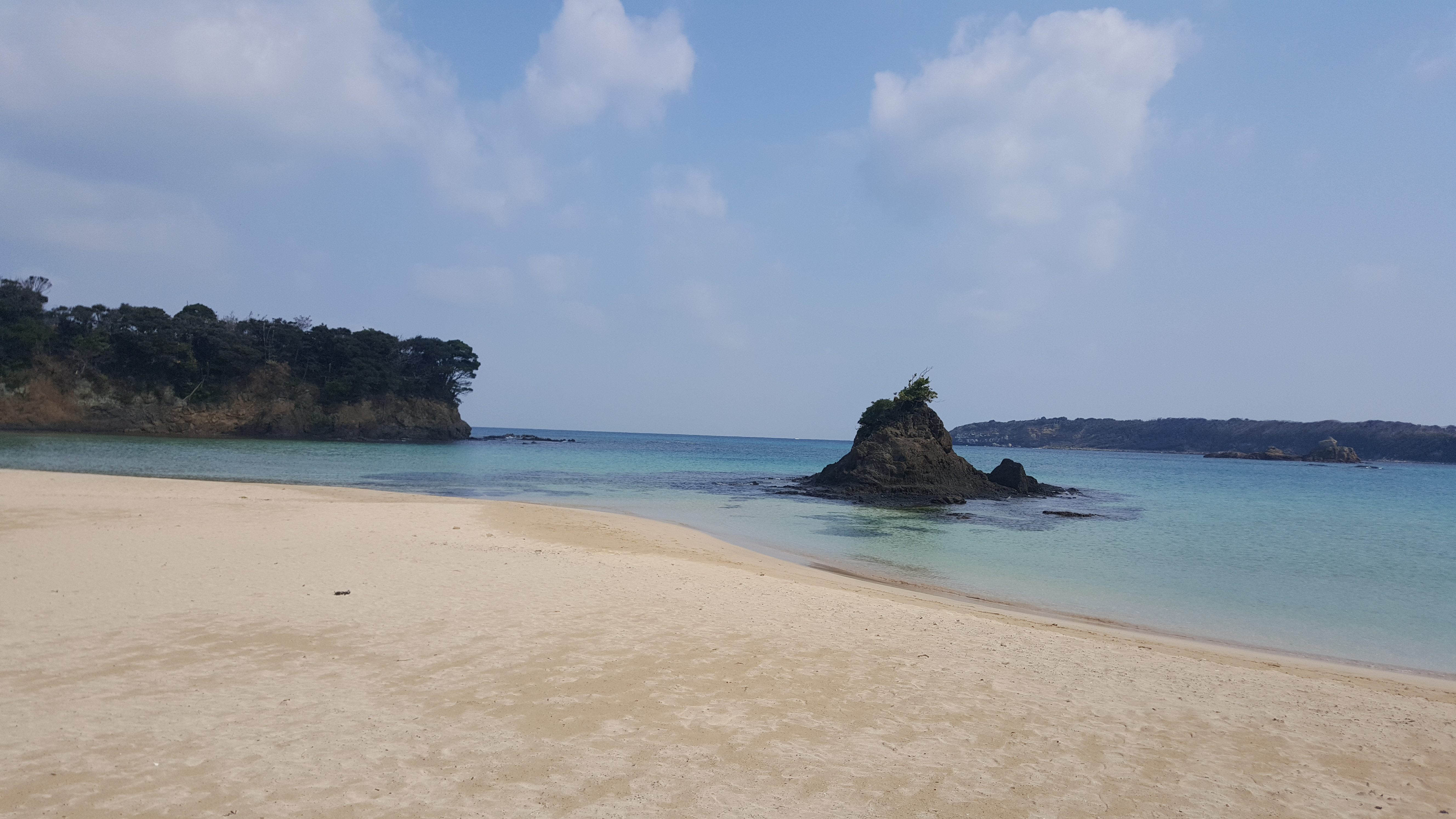
三宇田浜海水浴場

### 名所・旧跡
- 国の特別史跡
  - 金田城跡
- 国の史跡
  - 金石城跡
  - 清水山城跡
  - 対馬藩主宗家墓所
  - 塔の首遺跡
  - 根曽古墳群
  - 矢立山古墳群
- その他
  - 朝日山古墳
  - 今屋敷の防火壁（県指定有形文化財）
  - 旧日新館門（県指定有形文化財）
  - 椎根の石屋根倉庫（県指定有形文化財）
  - 朝鮮国訳官使殉難之碑
  - 対馬円通字宗家墓地（県指定史跡）
  - 対馬藩お船江跡（県指定史跡）
  - 豊砲台跡
  - 姫神山砲台跡（市指定史跡）
  - 豆酘埼灯台

神社
- 小茂田浜神社
- 厳原八幡宮神社
- 和多都美神社
- 木坂海神神社 - 対馬国一宮
- 天神多久頭魂神社

寺院
- 円通寺
- 金剛院
- 万松院
- 対馬観音寺
- 対馬国分寺 - 対馬国国分寺

### 観光スポット
レジャー施設・公園
- 鮎もどし自然公園（厳原町内山）
- 上見坂展望台（厳原町・美津島町）
- あそうベイパーク（美津島町）
- 神話の里自然公園（豊玉町）
- 烏帽子岳展望台（豊玉町）
- 峰町ファミリーパーク（峰町）
- 棹崎公園（上県町佐護）
- バードウォッチング公園（上県町佐護）
- 韓国展望所（上対馬町鰐浦）

海水浴場
- 湊浜海水浴場
- 三宇田浜海水浴場
- 井口浜海水浴場
- 茂木浜海水浴場
- 美津島町海水浴場
- 青潮の里・尾浦海水浴場
- 豆酘板形海水浴場

温泉
- 厳原温泉（漁り火の湯）
- 美津島温泉（真珠（たま）の湯）
- 峰温泉（ほたるの湯）
- 上対馬温泉（渚の湯）

体験型施設
- 体験であい塾「匠」
- 対馬ふるさと伝承館
- そば道場　あがたの里

## 文化・名物

### 祭事・催事
- 厳原八幡宮大祭
- 厳原港まつり - 例年8月の第一土・日曜日に実施。1964年（昭和39年）に「厳原港まつり」として始められ、1980年（昭和55年）に朝鮮通信使行列が加わった。1988年から2012年は「厳原港まつり対馬アリラン祭」という名称になっていたが、2012年に対馬仏像盗難事件が起こったため、2013年に朝鮮通信使行列を中止し祭名から「アリラン」を削除した[28]。しかし翌2014年に行列を主催する「朝鮮通信使行列振興会」の働きかけにより、日韓国交50周年を理由に朝鮮通信使行列が再開された[29]。
- 上対馬もみじまつり
- 木坂海神神社大祭
- 国境マラソンin対馬
- 地蔵盆
- 対馬シーカヤックマラソン大会
- 対馬ちんぐ音楽祭
- 対馬ツーリングトロフィー
- 対馬初午祭（対州馬を参照）
- パラグライディング対馬大会
- 万松院まつり
- 和多都美神社古式大祭

### 名産・特産
- 対州そば
- 対馬とんちゃん
- アナゴ
- かすまき
- いりやき
- ろくべえ

## 出身関連著名人

### 出身著名人
- 半井桃水 - 小説家
- 橋川文三 - 政治学者、評論家
- 上原春男 - 工学者、教育者（大学教授）
- 仲吉昭治 - 実業家、元ジー・エフ代表取締役社長
- 大石利光 - 実業家
- 新庄剛志 - 元プロ野球選手・北海道日本ハムファイターズ監督
- 原田賢治 - 元プロ野球選手
- 小林亮寛 - 元プロ野球選手
- MISIA - 歌手
- 宮本悦朗 - 歌手（内山田洋とクール・ファイブ）
- 津島恵子 - 女優
- 出羽嵐大輔 - 元力士
- 對馬洋弥吉 - 元力士、東大関
- 大浦正文 - バレーボール選手
- 佐々木大地 - 将棋棋士
- 佐藤寛太 - 俳優、劇団EXILEのメンバー、LDH JAPAN所属。
- 宮原直樹 - アニメーター

### ゆかりのある著名人
- 宗助国 - 元寇の際に奮戦した対馬国の守護代。
- 村田兆治 - 2005年（平成17年）に結成された対馬市民球団『対馬まさかりドリームス』の監督を務めた[30]。
- 立川こしら - 落語家（落語立川流）。2021年9月より住民票を移し拠点として活動している。